# 香港交通

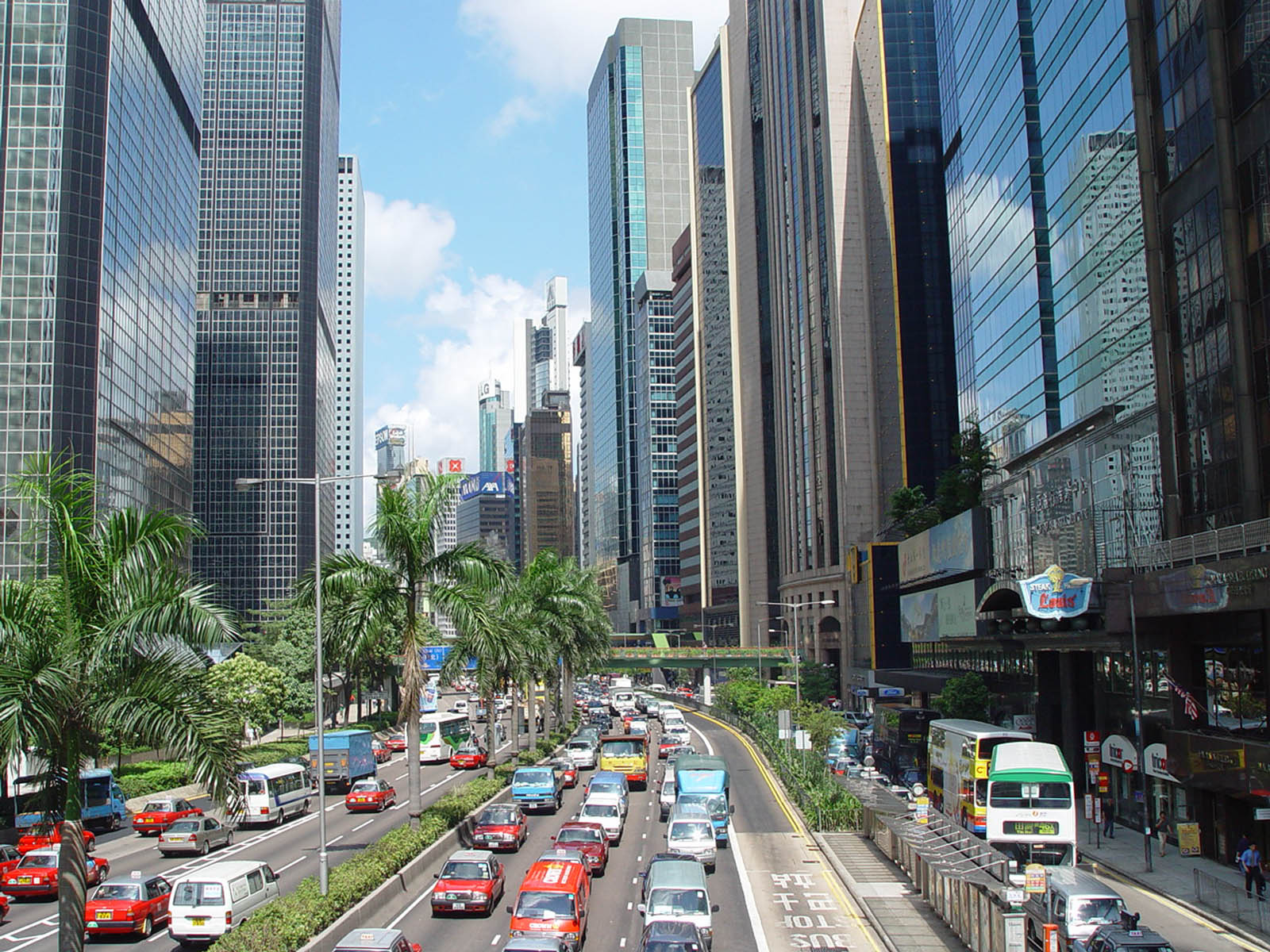
交通繁忙的香港島告士打道

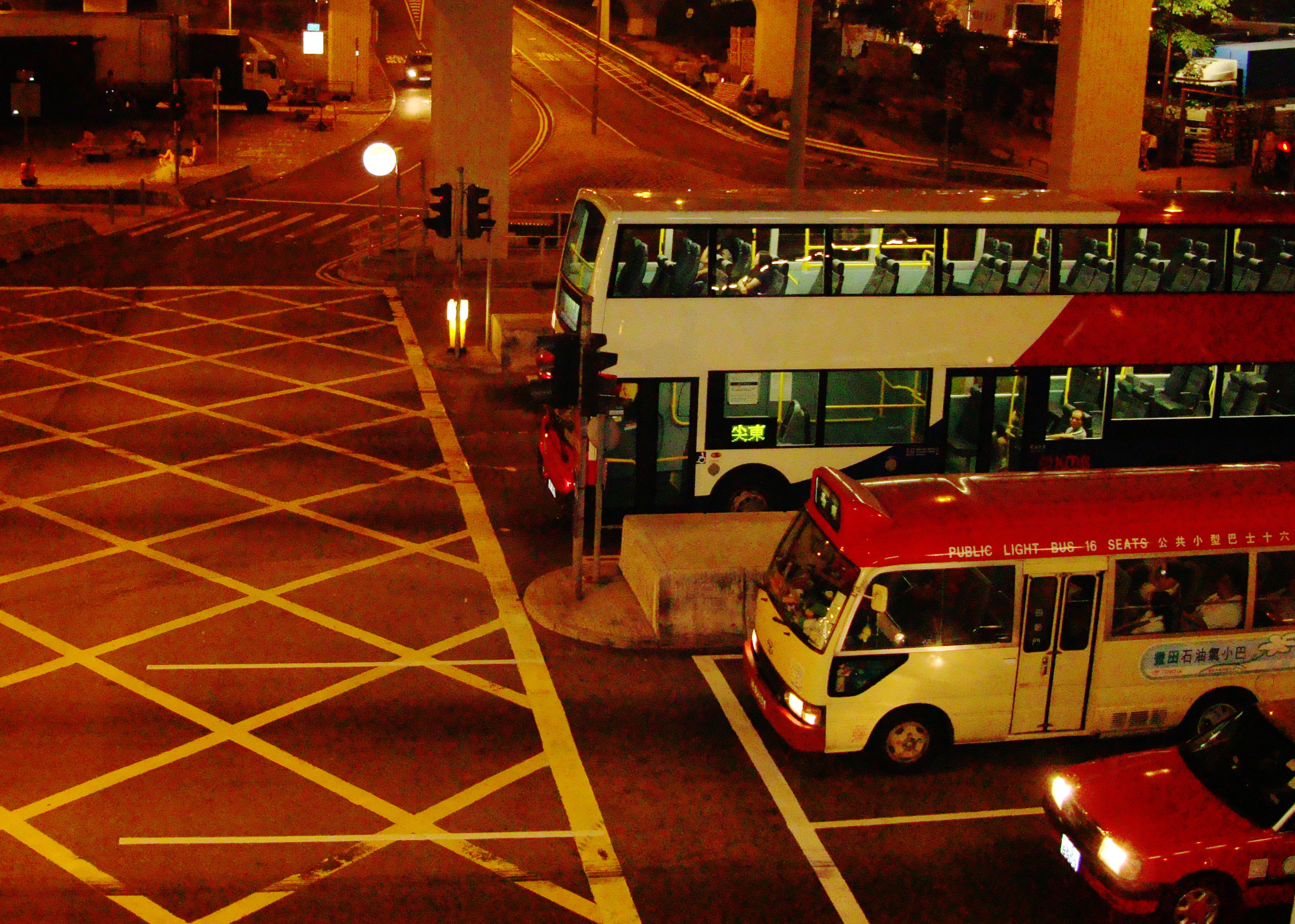
香港公共交通

香港有著發達和綿密的交通網，涵蓋公共交通和私人運輸。香港交通方便，公共交通主要由香港鐵路運輸、香港巴士、香港小巴、香港的士及香港渡輪等組成，亦有香港電車及香港輕鐵等。大嶼山的昂坪360是世上規模最大索道系統。
根據香港政府交通習慣調查，香港超過九成的出行都是公共交通出行，是全世界最高。然而2014年交通諮詢委員會的報告指出香港日益嚴重的交通擠塞問題，並指向過去10至15年私家車的大量增長。
1929年，香港已有1,400輛私家車，路上開始塞車:239。1972年8月3日，香港海底隧道通車:471。1979年10月，香港地鐵修正早期系統北段（觀塘站↔石硤尾站）通車。1980年2月，香港地鐵修正早期系統南段（尖沙咀站↔中環站）通車:472。
1987年，香港港口共處理340萬個貨櫃單位，超過荷蘭鹿特丹港成為全球最大貨櫃港:472。1988年9月18日，香港輕鐵第一期通車:472。2011年鐵路最繁忙，每日載客約442萬人次；其次是專營巴士，每日載客約376萬人次。
1997年9月1日，香港率先於公共運輸使用稱為八達通的電子車票兼電子貨幣系統，總流通量逾2,400萬張，提供現金以外的另一個支付途經。該卡於每一個港鐵車站均有發售，可進行非接觸式支付，除可用於地鐵、火車、巴士、小巴、電車、山頂纜車和渡輪等公共交通以外，亦可用於泊車咪錶、便利店、超市、快餐店和大部分的自動售貨機。
2007年12月2日起，香港地鐵和九廣鐵路正式合併為港鐵，至今共有99座鐵路車站（連香港輕鐵則共167個站）。

## 自動行人交通

### 扶手電梯

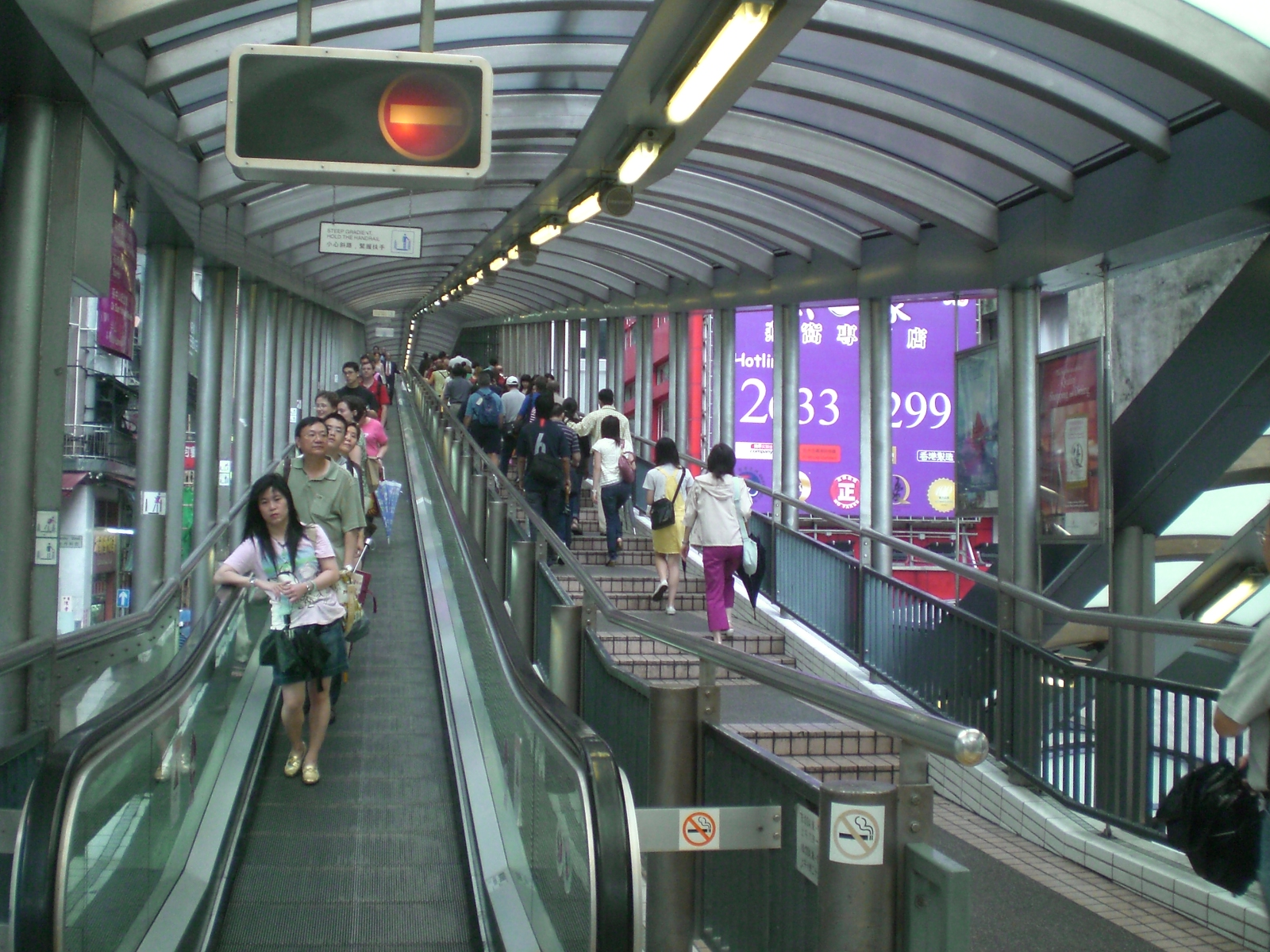
中環至半山自動扶手電梯系統

香港島多山，導致交通需要頻繁上下山。中西區設有免費扶手電梯和自動行人道。中環至半山自動扶手電梯系統是世界上最長的戶外有蓋行人電梯，在早上10時前向山下運行，之後改為向山上運行直至午夜，以便通勤。
中環至半山自動扶手電梯系統設有20條扶手電梯和3條自動行人道，全長800米，垂直爬升135米，全程耗時約25分鐘，但多數人都在扶手電梯上行走。中環半山行人電梯耗資2.4億港元興建，1993年啟用，每日使用人數超過3.5萬人。第二條半山扶手電梯建於西營盤正街，是為正街自動扶梯連接系統。

### 道路網絡

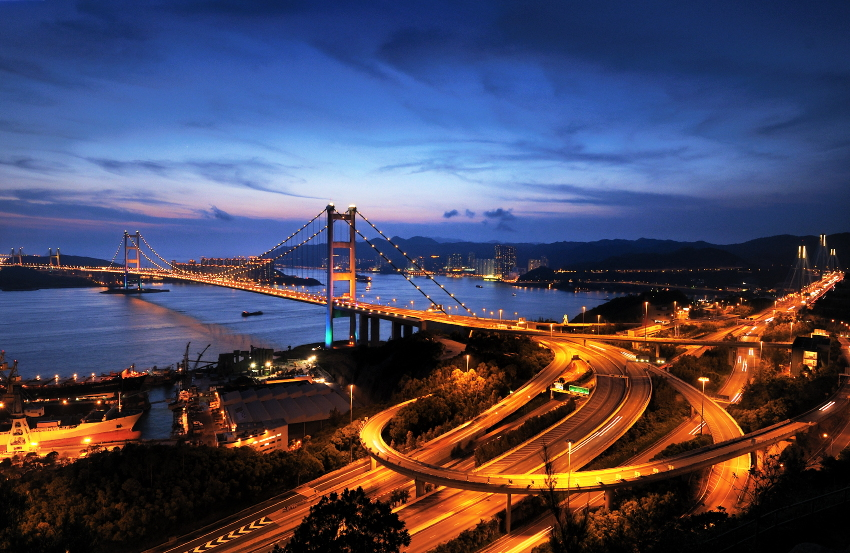
青馬大橋及青衣西北交匯處

## 陸上交通

### 物流

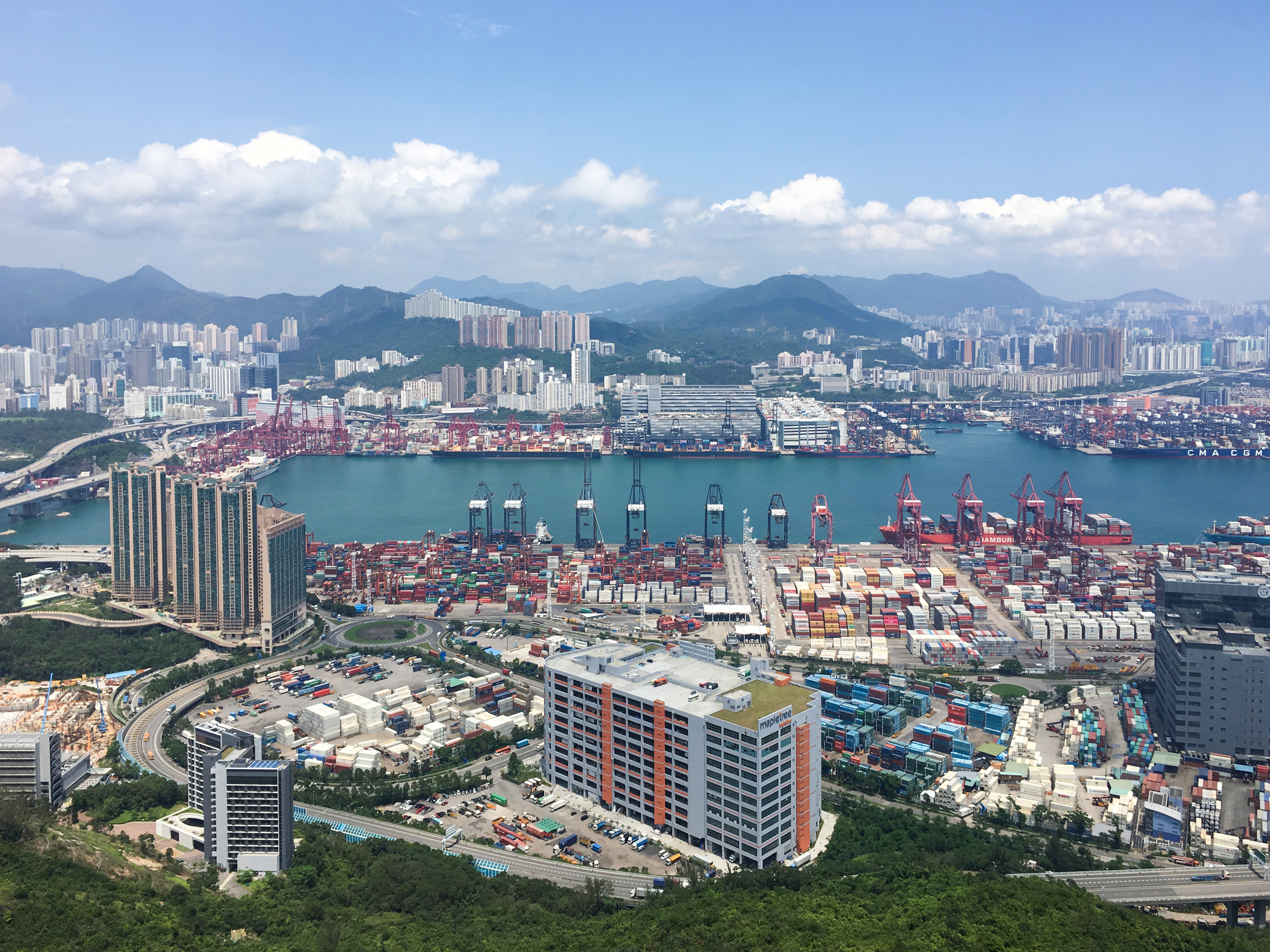
葵青貨櫃碼頭是香港及珠三角的主要貨櫃物流處理中心，目前是全球第八大貨櫃港

香港是國際貿易和航運中心，出口貿易佔國民生產總值約百分之二十。因此，香港的貨車數量非常龐大。

#### 輕型貨車
香港輕型貨車的定義為「許可車輛總重量不超過5.5公噸的貨車」。最常見的輕型貨車在香港俗稱「貨VAN」，也有部分低於5.5噸貨車。現時輕型貨車的登記數量為72,223輛，其中自僱式經營的輕型貨車與物流公司旗下的輕型貨車各佔相當的數量。其中物流公司包括順豐速運、嘉里物流等，而自僱式經營的輕型貨車則依賴Call台（例如：勁達）或手機Call車平台（例如：GoGoVan及LaLaMove）為主要收入來源。

#### 中型及重型貨車
香港中型貨車的定義為「許可車輛總重量超過5.5公噸而在24公噸及以下的貨車」，而重型貨車的定義為「許可車輛總重量超過24公噸而在38公噸及以下的貨車」。現時中型貨車的登記數量為36,796輛，重型貨車的登記數量為5,546輛，大部分中型及重型貨車皆為物流公司旗下的車輛，主要用途為處理本地及進出口物流的需求。

### 公共交通服務
香港人口密集，需要高載客量的交通工具，巴士大多是雙層巴士；而行駛在香港島北岸的香港電車更是全球唯一僅使用雙層電車。

#### 鐵路
鐵路是香港公共運輸網絡的骨幹。香港的主要鐵路系統港鐵是由香港鐵路有限公司營運。港鐵主要營運連接新界新市鎮、市區九龍、香港島及大嶼山新市鎮的城市軌道交通系統，往返昂坪的纜車（索道）系統，來往中國內地的區域鐵路以及往來香港與內地各地的廣深港高速鐵路的香港段、另外亦設有輕鐵系統往來屯門區及元朗區。除這間公司外，尚有兩間公司分別營運於香港島地區行走的電車及接駁太平山山頂的纜車系統。

##### 港鐵
港鐵是香港最大的鐵路運輸系統，其中東鐵、西鐵、馬鞍山綫及輕鐵於2007年12月2日因兩鐵合併的關係由九廣鐵路公司租賃予香港鐵路有限公司經營。於2014年，港鐵所有路線累積載客量逾19億人次，當中輕鐵佔2億2千萬人次，機場快綫為1490萬人次，是全球最繁忙的鐵路系統之一。港鐵現時共有11條市區及近郊路綫、連接機場的路綫、輕鐵系統及纜車系統，貫通香港島、九龍及新界、市區及多座新市鎮，有99座鐵路站及68座輕鐵站：

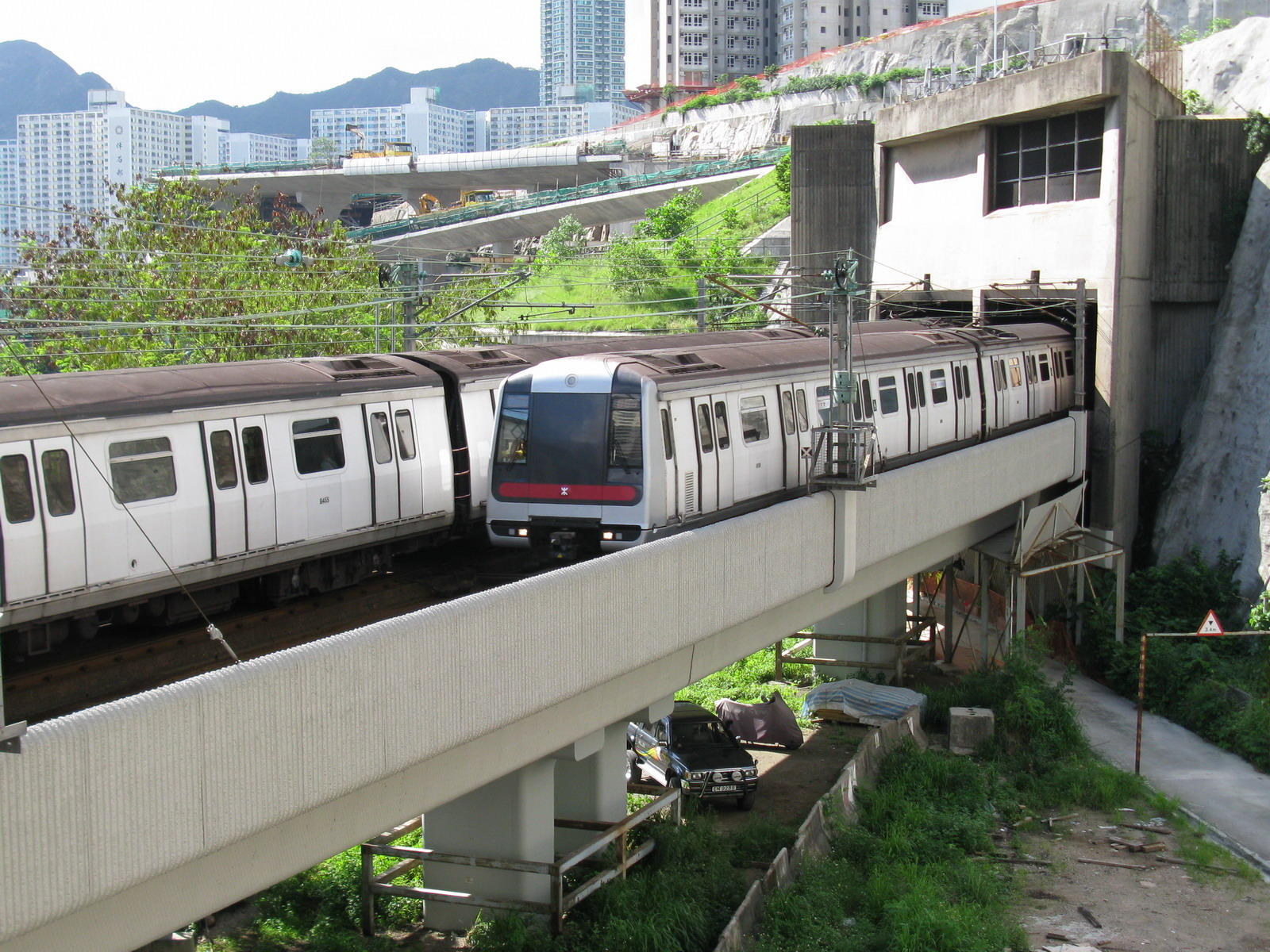
港鐵列車

- █  東鐵綫（前身為九廣鐵路英段）

由金鐘站至羅湖站及落馬洲站，連接香港島的中西區、灣仔區、九龍西的油尖旺區、新界東的沙田區、大埔區、北區新市鎮及羅湖／落馬洲邊境口岸（過境後可接駁深圳地鐵）。全長約47.5公里，共16個站。其中往來中國內地的城際直通車透過此路線直達內地的廣州、上海及北京西站。
- █  觀塘綫

由黃埔站至調景嶺站，貫通九龍東西兩地以及新界東將軍澳新市鎮調景嶺，途經紅磡、旺角、九龍塘、黃大仙、九龍灣、觀塘、油塘等住宅／商貿區，全長17.3公里，共17個站。
- █  荃灣綫

由中環站至荃灣站，貫通香港島中區、九龍西及新界西，途經中環、尖沙咀、旺角等商業區及長沙灣、葵涌等住宅／工業區，全長16.9公里，共16個站。
- █  港島綫

由堅尼地城站至柴灣站，貫通香港島北岸大部分地區，途經堅尼地城、香港大學、西營盤、上環、中環、灣仔、銅鑼灣、北角、筲箕灣、柴灣等地，全長16.3公里，共17個站。
- █  東涌綫

由香港站至東涌站，途經中環、西九龍、荔景、青衣島、欣澳、東涌新市鎮等地（欣澳站可接駁迪士尼綫），全長31.1公里，共8個站。
- █  將軍澳綫

由北角站至寶琳站及康城站，途經鰂魚涌、油塘、調景嶺、將軍澳等地，全長12.3公里，共8個站。
- █  屯馬綫（前身為西鐵綫和馬鞍山綫）

由屯門站至烏溪沙站，途經屯門、天水圍、元朗、錦田、荃灣西、美孚、深水埗、尖沙咀、土瓜灣、九龍城、啟德新發展區、城門河東部、沙田圍、沙田第一城、馬鞍山等地，全長56.4公里，共27個車站。
- █  迪士尼綫

來往欣澳站和迪士尼站，連接東涌綫及香港迪士尼樂園，全長3.50公里，共2個站。
- █  南港島綫

由海怡半島站至金鐘站，途經利東邨、黃竹坑、海洋公園等地，全長7.40公里，共5個車站。
- █  機場快綫

由香港站至博覽館站（亞洲國際博覽館），途經中環、九龍西、青衣島及赤鱲角香港國際機場，全長35.3公里，共5個站。
- █  輕鐵

來回屯門、元朗及天水圍，貫通新界西北區，並可與屯馬綫連接，全長36.15公里，共68個車站。
- █  昂坪360

來往新界西離島區大嶼山東涌站和昂坪站的纜車（索道）公共交通系統，連接東涌及昂坪，全長5.7公里，共2個站。
- █ 廣深港高速鐵路香港段

港鐵負責營運及管理廣深港高鐵香港段，包括整個西九龍站、全長26公里的地下隧道走線及石崗列車緊急救援點。另外，港鐵亦以動感號列車行駛部分往來香港及廣深港高鐵沿線的班次。

##### 電車

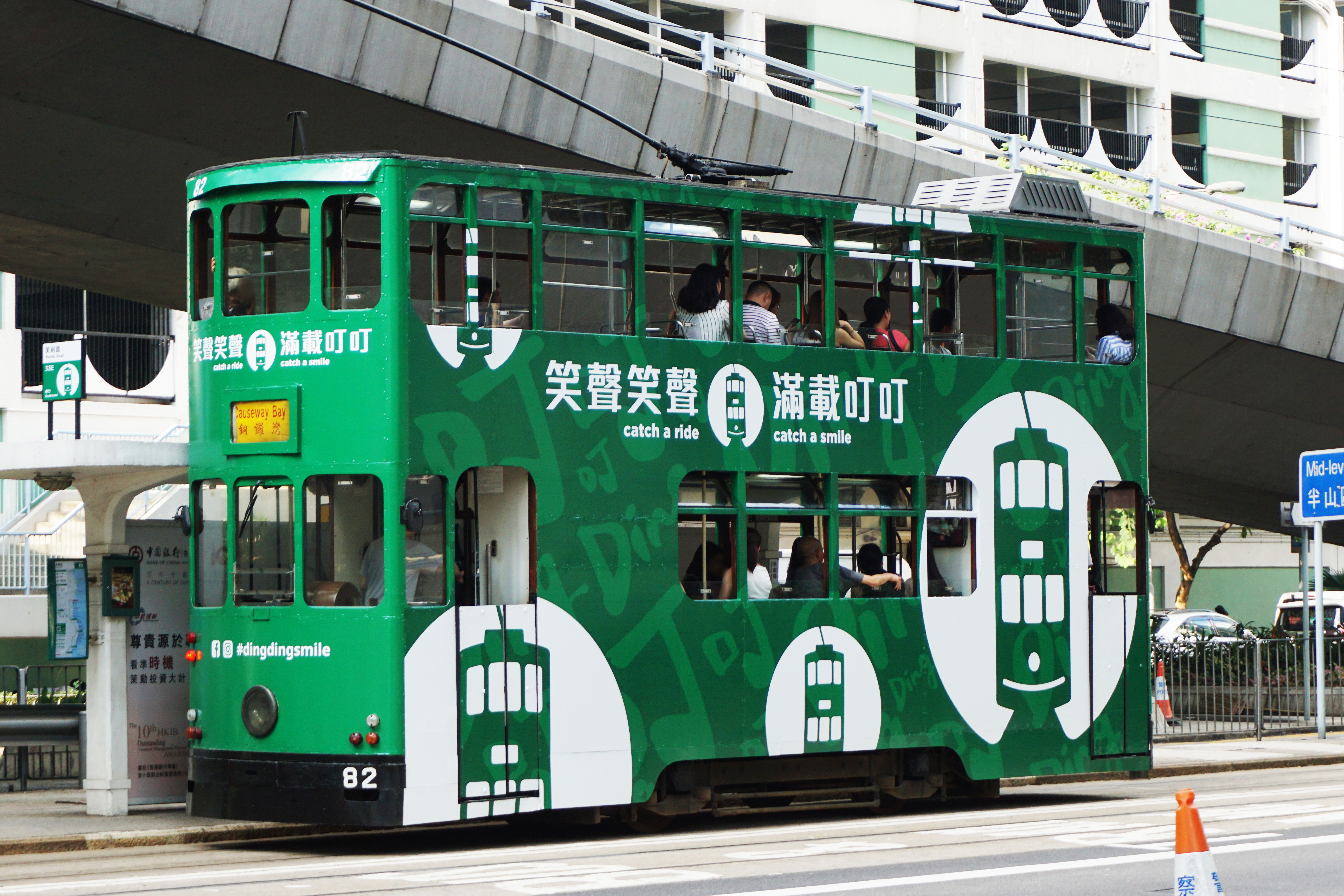
香港電車

香港電車有限公司營運行走港島區堅尼地城至筲箕灣，及跑馬地之間的電車服務。全長13公里，共7個總站和123個分站，港人又稱「叮叮」。每日平均接載18萬人次的乘客，是全球現存唯一全數採用雙層電車的電車系統，同時是香港歷史最為悠久的交通工具之一。香港電車不僅是港島區居民的重要交通工具，也成為外地旅客觀光的著名景點。

##### 纜車
營運行走港島中環花園道至紅棉路之間，往返扯旗山山頂廣場凌霄閣之間的纜車公共交通服務。山頂纜車於1888年啟用，全長1.4公里，共6個車站，但主要停經中環及山頂兩站。

#### 巴士
公共汽車（香港稱為巴士）是香港主要公共交通工具之一。在香港的巴士主要分為3個類別：專營巴士、非專營巴士及公共小型巴士。

##### 專營巴士

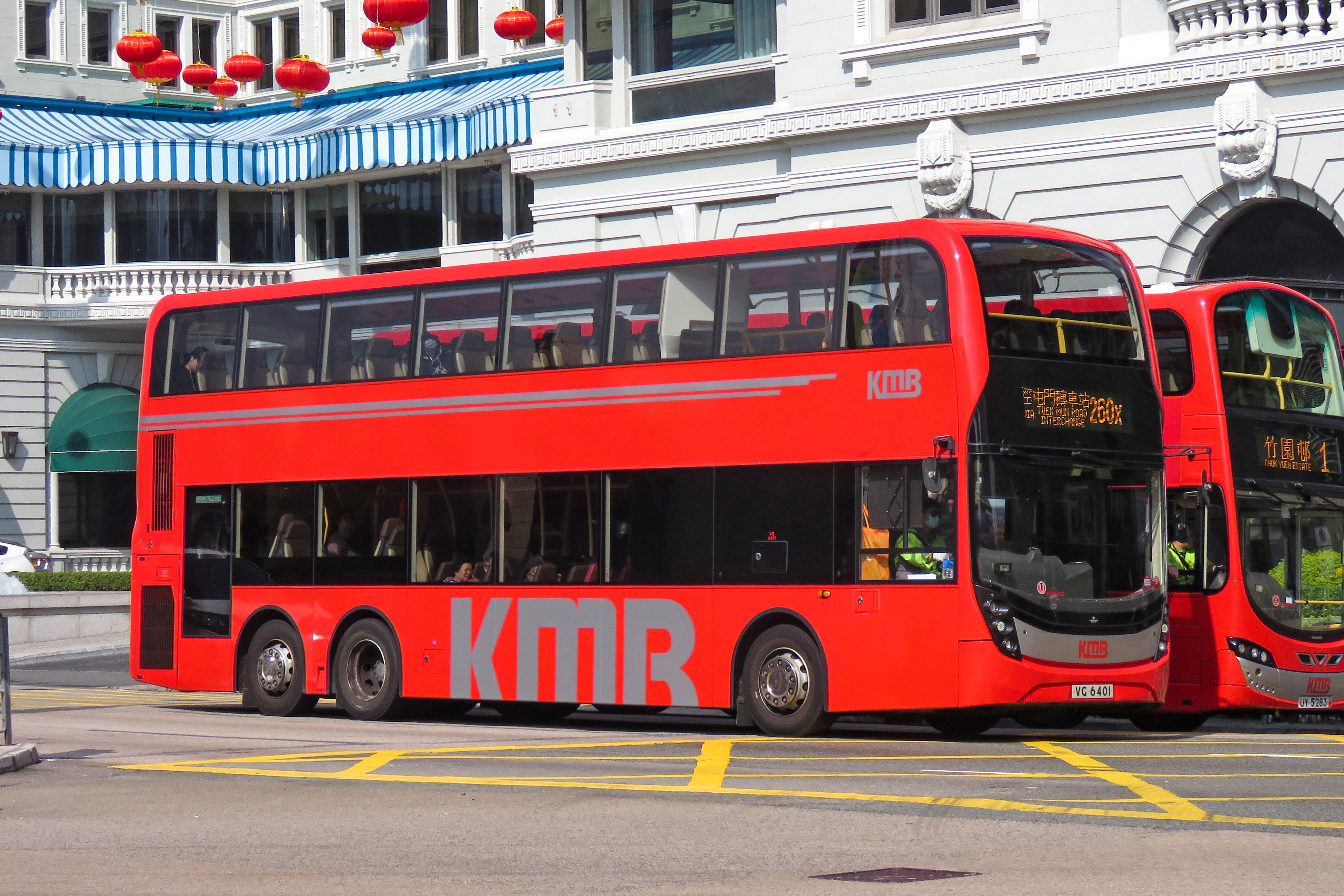
九巴的兩輛巴士；九巴是香港首間專營巴士公司

專營巴士是香港最主要的交通工具之一，由4間專營巴士公司提供近700條巴士路線服務。專營巴士在香港的歷史請參閱：香港巴士歷史
4間專營巴士公司如下：
- 九龍巴士（1933）有限公司（九巴）

九巴主要提供九龍區和新界區專營巴士服務, 合共有405條路線。九龍市區各線巴士收費由3.2元至13.4元不等；新界路線的巴士車費則由2元至46.5元不等。截至2018年6月30日，九巴已領有牌照的巴士約4,011輛（大部分是雙層巴士），是東南亞規模最大的陸路客運公司之一。2019 年每日平均載客 280萬人次。
- 城巴有限公司（城巴）

城巴是港島其中一間專營巴士公司，經營226條巴士路線，其中包括12條港珠澳大橋線、118條港島線、63條過海線、14條九龍／新界／將軍澳路線及19條服務東涌／機場線。票價方面，港島路線收費由2.7元至11.4元不等；九龍、新界及將軍澳路線的車費為3.6元至10.5元不等；機場及北大嶼山路線的收費則由3元至58元不等。截至2023年，城巴擁有1,540輛已領牌照的空調巴士。於2014年，每日平均載客達64.8萬人次。
- 龍運巴士有限公司（龍運）

龍運提供北大嶼山和位於赤鱲角的機場的專營巴士服務，經營39條路線，車費由3.5元至45元不等。截止2021年12月31日，龍運擁有257輛已領有牌照的巴士。於2015年，每日平均載客約100,450人次。
- 新大嶼山巴士（1973）有限公司（嶼巴）

嶼巴經營35條南/北大嶼山路線, 3條新界路線和1條由九龍市區單向往大嶼山之路線，收費由3.1元至43元不等。截至2018年日，嶼巴擁有155輛已領牌照的單層巴士。於2018年，嶼巴平均每日載客84,000人次。每逢夏季、周日及公眾假期遊客眾多，大嶼山交通特別繁忙。

##### 非專營巴士
香港的非專營巴士服務，俗稱「村巴」，由不同的巴士公司所提供。主要為紓緩市民主要在繁忙時間對專營巴士和專線小巴服務的需求，及在一些專營巴士和專線小巴行走並不符合營運效益的地區提供服務，應付乘客需求。

##### 公共小型巴士

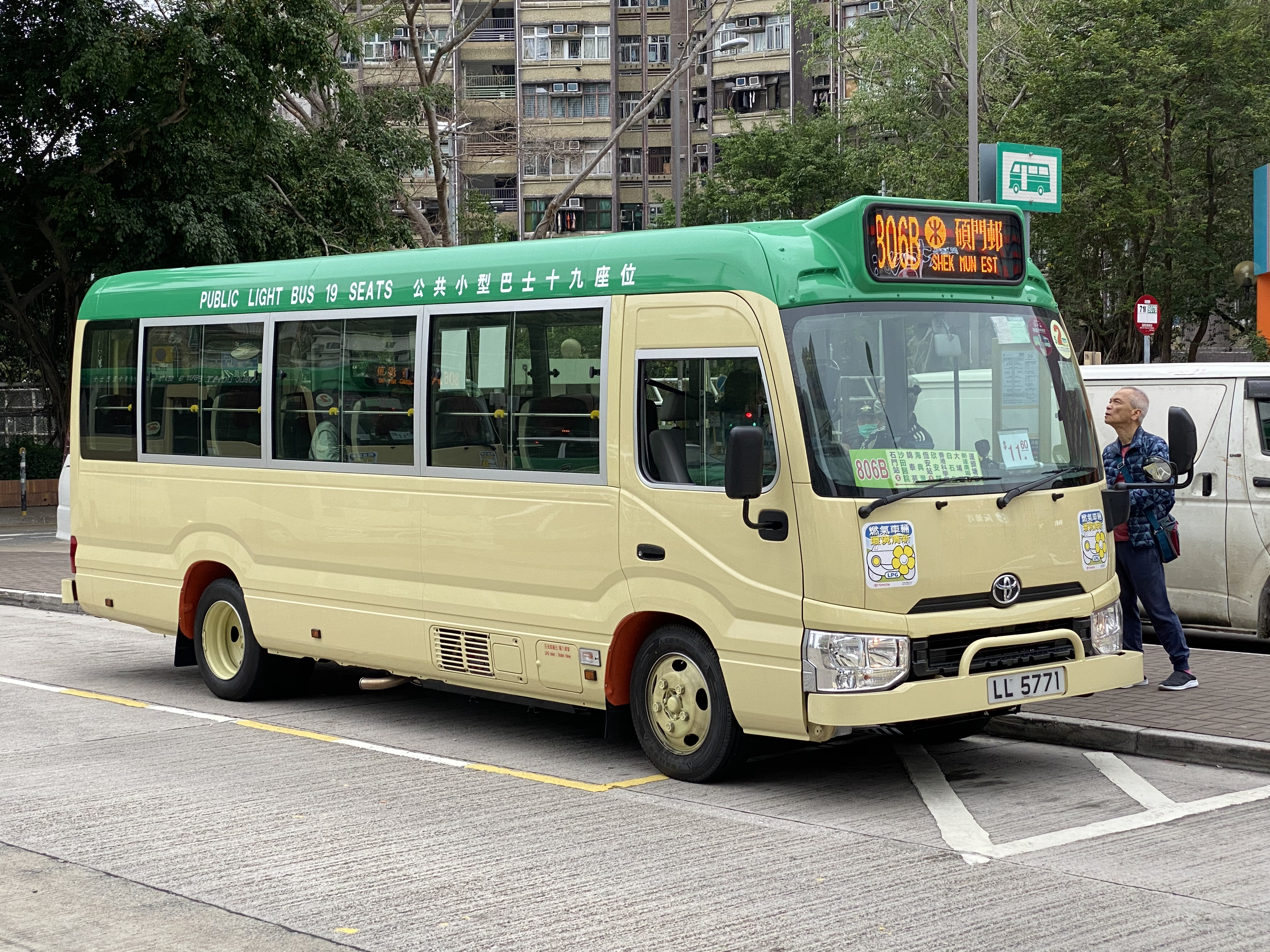
綠色專線小巴

香港的公共小型巴士是一種可載客16人至19人的公共交通工具，主要作為巴士和鐵路的輔助和接駁工具。而根據牌照類別和於車頂髹上的顏色，又可分為「紅色小巴」和「綠色專線小巴」。
- █  公共小巴

紅色公共小巴是最初的公共小巴，可行駛香港除指定禁區外之各地區，但事實上，紅色小巴經營範圍已被政府透過禁區方式大幅限制，使得現時服務範圍一般只限舊區，尖沙咀、黃埔花園、三號幹線西九龍公路、青衣島（連帶馬灣、大嶼山與赤鱲角）、鴨脷洲和大部分新發展的新市鎮區域（例如四順地區除順利邨道與新清水灣道外所有道路、上葵涌東部公共屋邨（石籬邨、石蔭邨與安蔭邨）之內街、天水圍全域、將軍澳全域及馬鞍山全域）均禁止紅色小巴駛入。紅色小巴的服務路線、服務時間、班次和收費是不固定和不受政府監管，即使不是，亦會因應各種情況而作出更改，例如塞車時可以轉用較暢通的路線，較爲靈活。截至2020年6月底，全香港共有1009輛紅色小巴。乘客一般於下車的時候需繳付車資。惟只有少數紅色小巴接受八達通。
- █  專綫小巴

專線小巴的服務目的，主要是為某個社區(例如偏遠地區的鄉村)提供與大型運輸系統接駁服務（如港鐵、巴士）。全部綠色小巴都有固定路線、服務時間、班次和收費，大部份路線設有固定車站，並需接受政府監管，按規定不得隨意更改。截至2020年6月底，全香港共有3,340輛綠色小巴，行走362條主路線（67條港島、81條九龍及214條新界）。專線小巴營運較紅色小巴有效率，以每輛小巴平均計算，後者日均載客量比前者低近百分之七十多 (紅色小巴約271,800人次，專綫小巴則是約1,102,700人次)

#### 的士

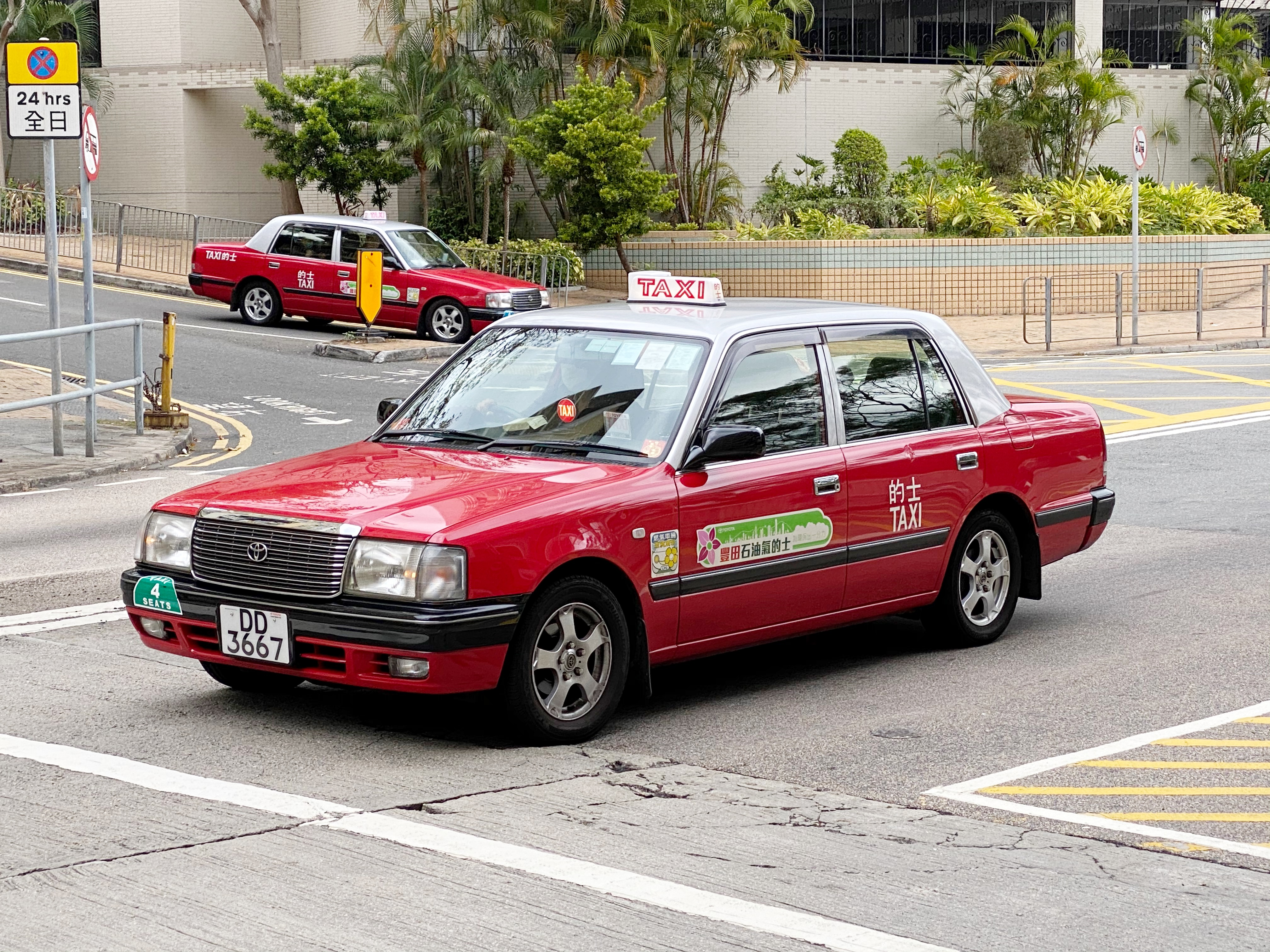
香港市區的士

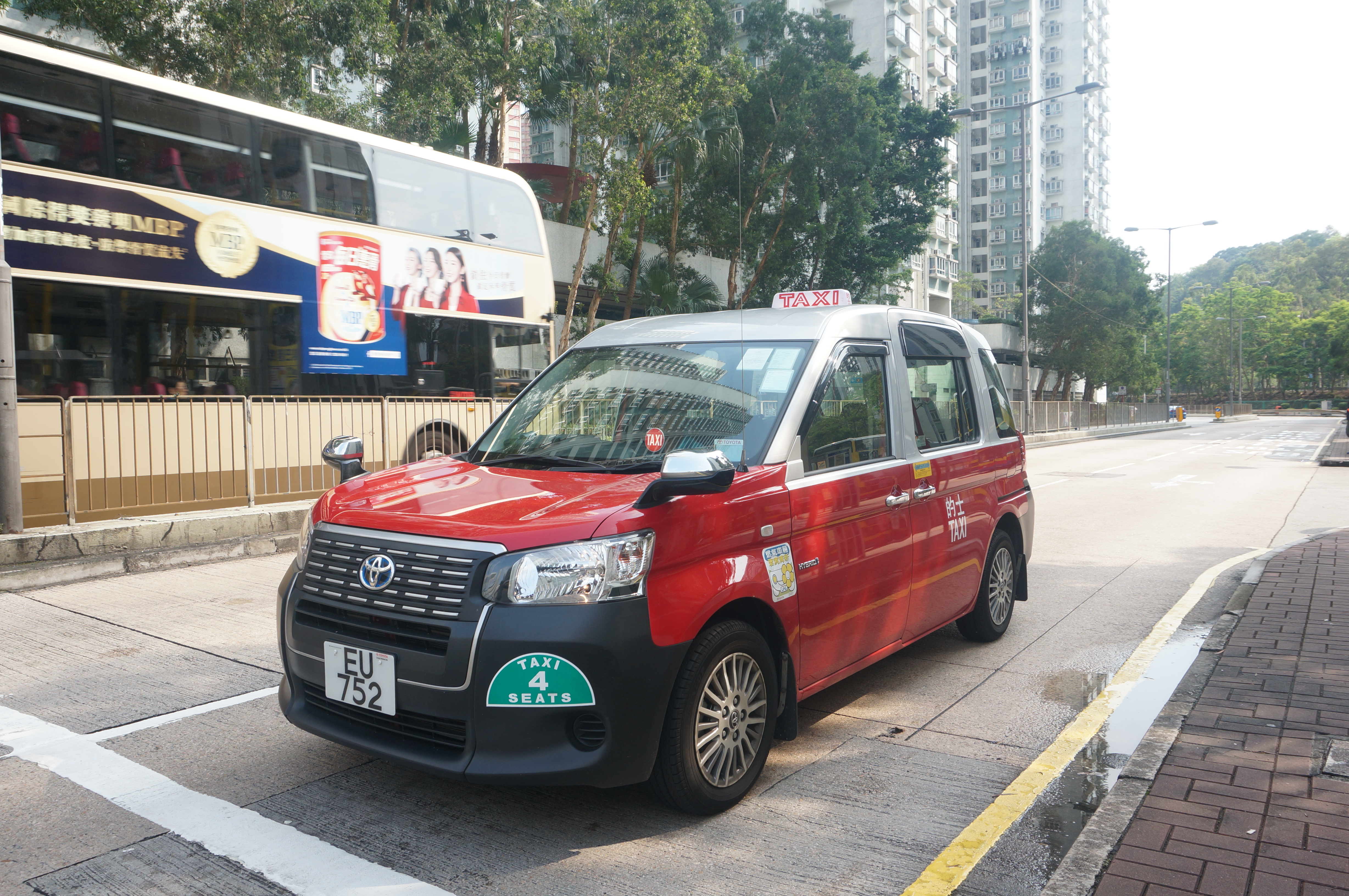
香港最新引入的豐田Comfort Hybrid市區的士

在香港行走的計程車（或的士，香港稱為的士）分為三類：市區的士、新界的士及大嶼山的士。現時香港共有18,163輛的士，包括15,250輛市區的士、2,838輛新界的士和75輛大嶼山的士。與巴士一樣，的士過海均需額外支付隧道費及司機所付的隧道費用，除非在過海的士站只需付單程隧道費。
- █  市區的士

俗稱“紅的”，車身漆上紅色。市區的士可於香港、九龍、新界任何一區及大嶼山石門甲以北、愉景灣二白灣、赤鱲角機場、迪士尼樂園、深圳灣口岸管制站（港方管制區）及港珠澳大橋管制站(港方管制區)接載乘客。
- █  新界的士

俗稱“綠的”，車身漆上綠色。新界的士基本上只可於新界區營運，當中又只限於屯門區、元朗區、大埔區、北區、沙田區的馬鞍山和香港中文大學，以及西貢區大部分地區（將軍澳除外）營運。另外，新界的士可使用指定路線接載乘客往返以下地點：荃灣港鐵站、威爾斯親王醫院、沙田馬場、觀塘區順利邨、赤鱲角機場的客運大樓及地面運輸中心、機場快綫的青衣站、坑口港鐵站、將軍澳醫院、迪士尼樂園、深圳灣口岸管制站（港方管制區）及港珠澳大橋管制站(港方管制區)。
- █  大嶼山的士

俗稱“藍的”或“大嶼山的”，車身漆上藍色。大嶼山的士只可以於大嶼山範圍營運（愉景灣二白灣以外地區除外），包括港珠澳大橋管制站、赤鱲角機場及迪士尼樂園。

#### 鄉村車

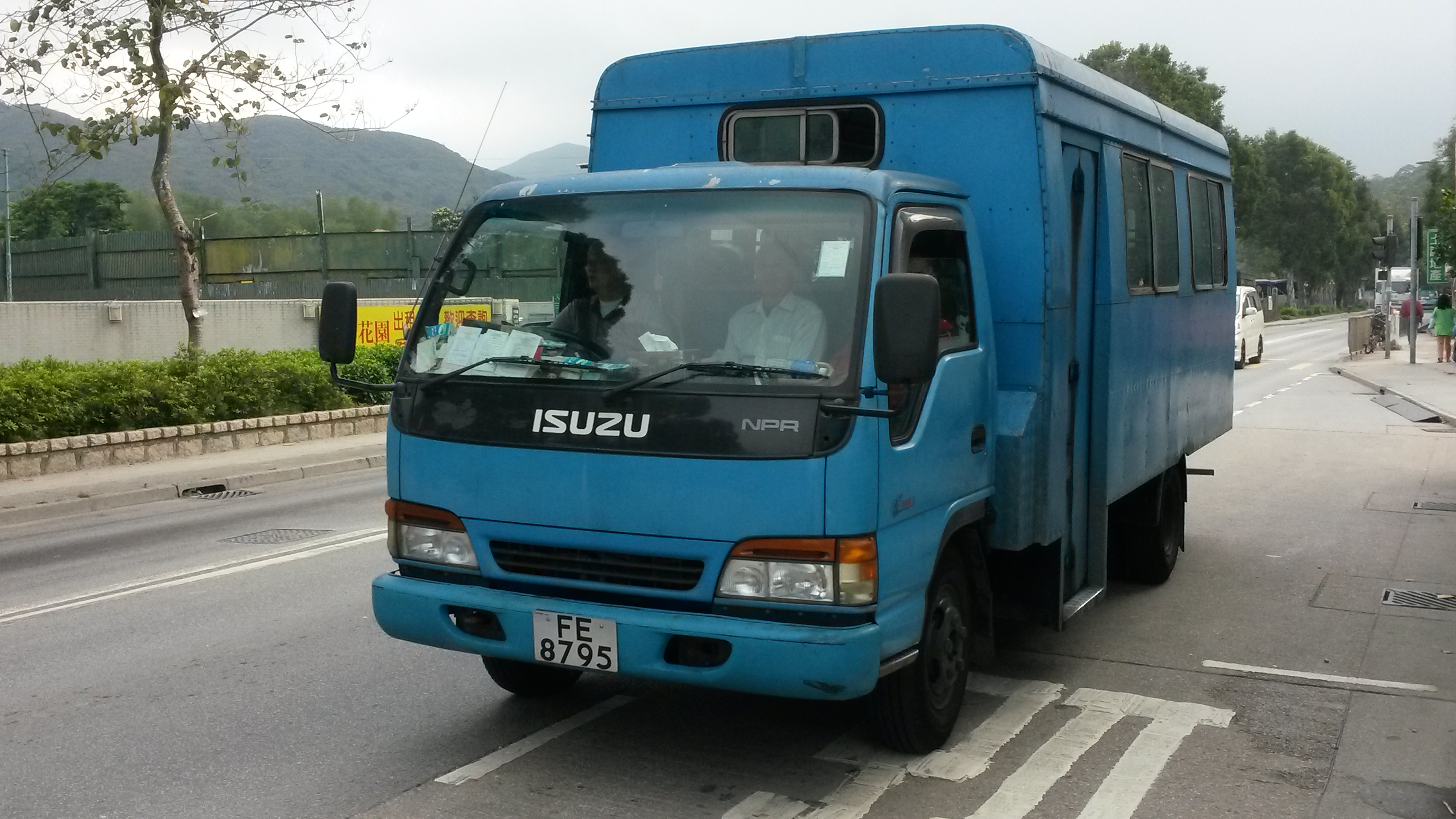
香港最後一輛鄉村車

鄉村車，又稱貨巴、豬籠車、村車，行走來往新界各村和鄰近墟市，是由貨車改裝而成的交通工具。與非專營巴士不同，鄉村車以運輸署發出的超額載客許可證營運。而随着香港境內最後一部鄉村車（來往粉嶺聯和墟至萬屋邊的鄉村車）於2017年11月因香港政府已沒有再為鄉村車續牌而停運，意味著鄉村車服務已進入歷史。

#### 人力車
人力車曾是香港最普及的交通工具，但於2013年，香港只存3名人力車夫。最後一名人力車夫已在2021年退休，意味著香港再沒有人力車夫。

#### 公共交通使用人次
根據1994年的統計，香港各種公共交通工具平均每天使用人次如下表所示。
| 公共交通工具 | 使用人次（每天） |
| ------------ | ---------------- |
| 巴士         | 3,500,000        |
| 地下鐵路     | 2,400,000        |
| 小巴         | 1,750,000        |
| 的士         | 1,300,000        |
| 九廣鐵路     | 600,000          |
| 輕便鐵路     | 350,000          |
| 渡海小輪     | 250,000          |

### 陸路跨境交通

#### 過境管制站
香港境內現時設有8個陸路過境管制站其中有6個陸路過境管制站連接中國廣東省深圳市，包括位於羅湖、落馬洲的鐵路管制站及位於落馬洲、文錦渡、沙頭角和深圳市蛇口的四個車輛口岸。有1個陸路過境管制站連接中國廣東省珠海市，位於大嶼山港珠澳大橋(車輛口岸)。香港通過邊境管制，經深圳灣管制站、落馬洲管制站、羅湖管制站、文錦渡管制站、沙頭角管制站及香園圍邊境管制站與深圳連接。
有關羅湖管制站之資料，請瀏覽下方段落。目前3陸路車輛管制站的車輛流量以落馬洲居首，達到每月1,022,465架次（2006年9月數據），其次為文錦渡的222,971多架次，連同沙頭角的72,260多架次，每月約有129萬多架次車輛經過各個陸路管制站出入境。
所有口岸通關時間分別為：
落馬洲管制站（皇岗口岸）：全日
文錦渡管制站（文锦渡口岸）：07:00至22:00
沙頭角管制站（沙头角口岸）：07:00至22:00
深圳灣管制站（深圳湾口岸）：06:30至00:00
大嶼山港珠澳大橋管制站：全日
香園圍管制站（莲塘口岸）：07:00至22:00
香港國際機場：全日
羅湖管制站（罗湖口岸）：06:30至00:00
落馬洲支綫管制站（福田口岸）：06:30至22:30
紅磡管制站：06:45至23:15
香港高鐵西九龍管制站：06:30至23:30
中國客運碼頭：06:00至00:00
港澳客運碼頭：全日
屯門客運碼頭：07:00至22:00
啟德郵輪碼頭：06:00至23:00
註：由於歷史因素，及在大多數的情況下，香港特區政府將有關出入境閘道稱為「管制站」，而中國政府則稱為「口岸」。

#### 接駁交通

##### 專營巴士

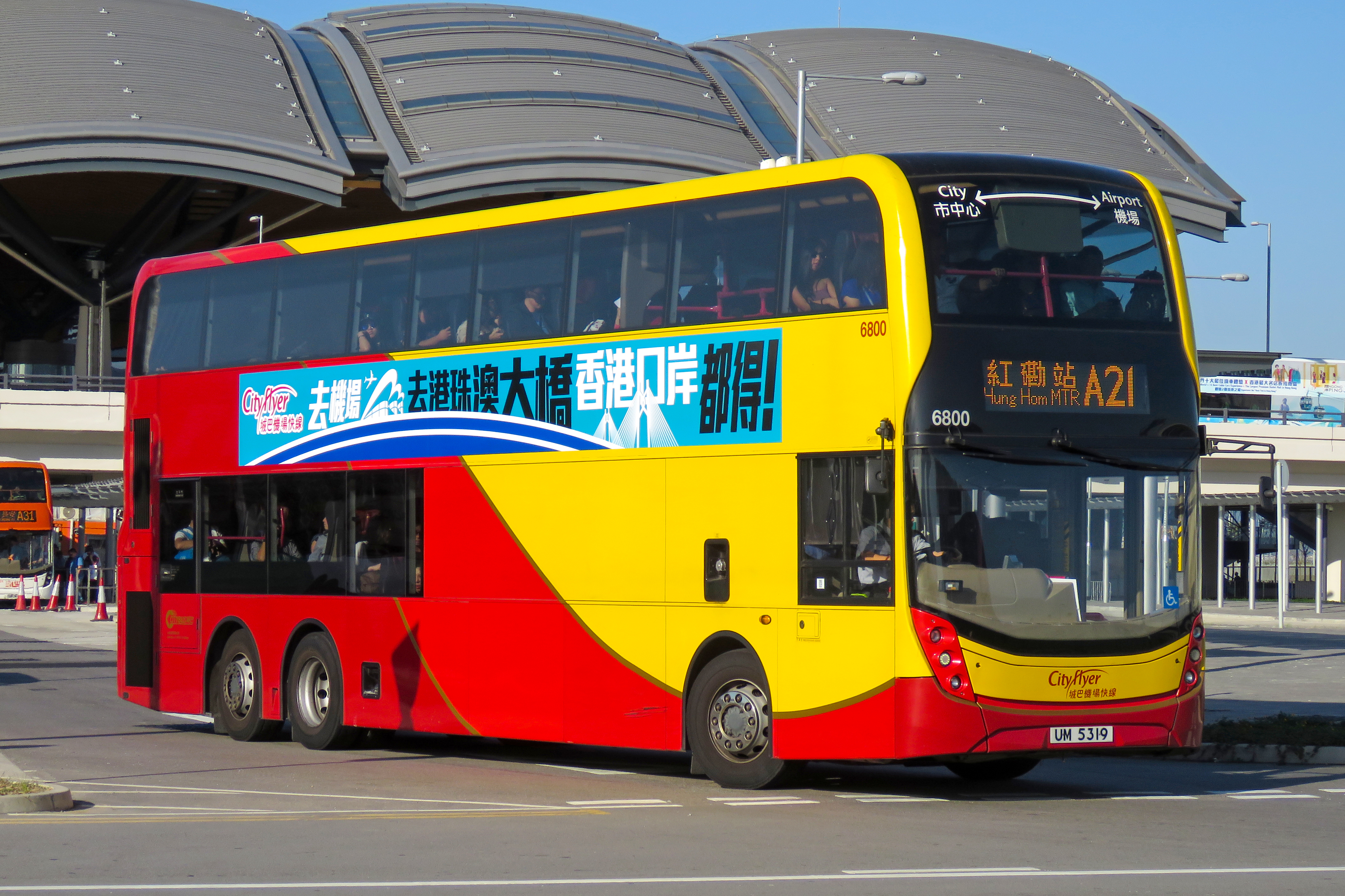
城巴A21線往來紅磡及港珠澳大橋香港口岸

由城巴營運的A10（鴨脷洲）、A11（北角碼頭）、A12（小西灣）、A17（深灣）、A20、A21（紅磡站）、A22（藍田站）、A23（慈雲山）、A25（啟德）、A26（油塘）、A28（日出康城）與 A29（寶琳站），由龍運巴士營運的A30（梨木樹）、A31（荃灣）、A32（葵涌邨）、A33（屯門南）、A33X（屯門）、A34（洪水橋）、A36（元朗）、A37（天水圍）、A38（荃威花園）、A41（沙田）、A41P（馬鞍山）、A42（黃泥頭）、A43（聯和墟）、A46（火炭）與 A47X（大埔），由新大嶼山巴士營運的A35（梅窩）往來港珠澳大橋香港大嶼山口岸提供巴士服務，供乘客於大嶼山港珠澳大橋管制站過境轉乘穿梭巴士前往港珠澳大橋澳門口岸與港珠澳大橋廣東珠海口岸。

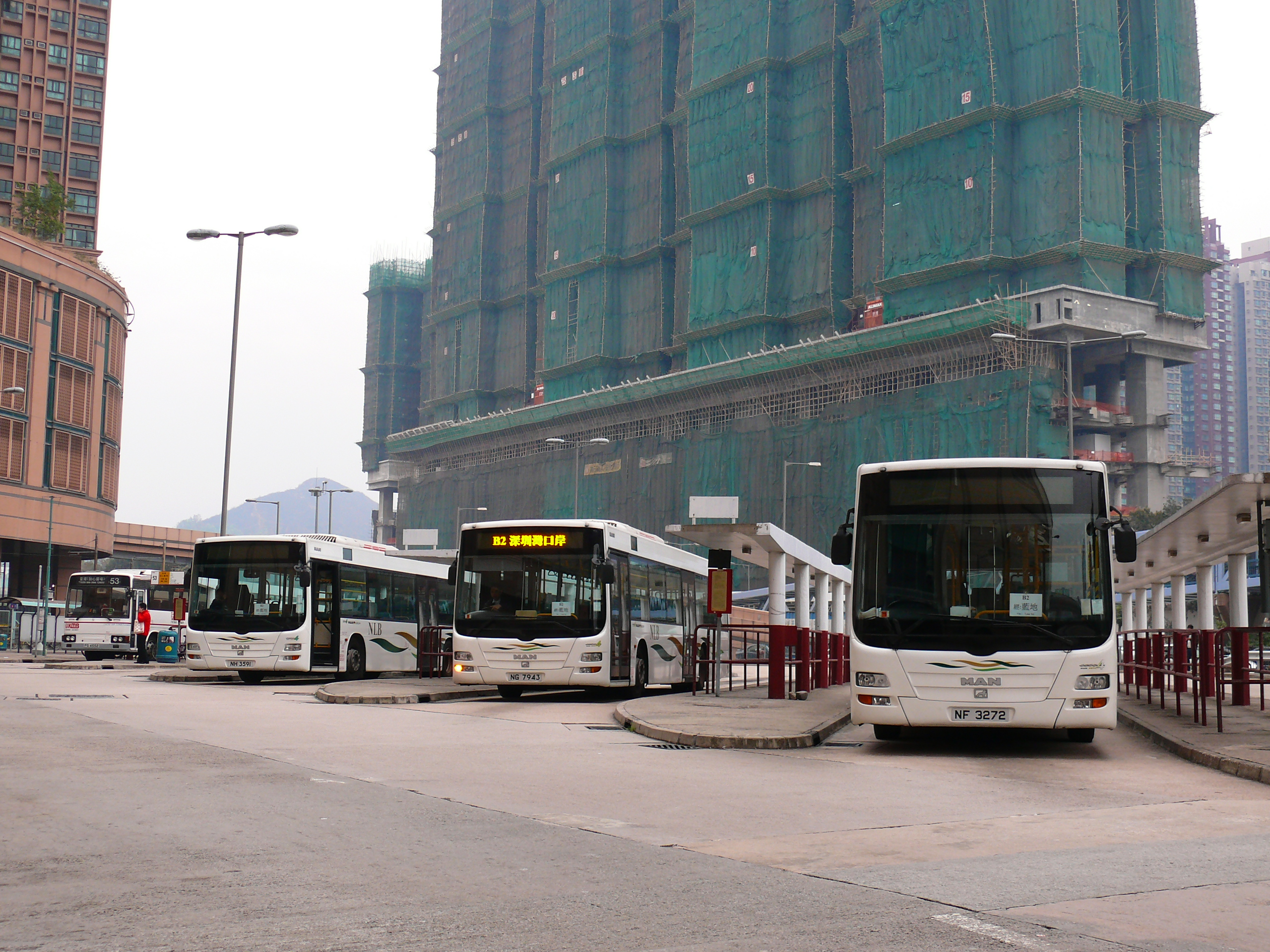
嶼巴B2線往來元朗及深圳灣口岸

由九龍巴士營運的76K、276B及N73（後者通宵服務）提供往來位於香港新田的落馬洲公共交通轉車站與北區及元朗區的專營巴士服務，供乘客於落馬洲轉乘皇崗口岸—落馬洲過境穿梭巴士服務前往深圳皇崗。
經文錦渡或沙頭角出入境的乘客只能利用過境穿梭巴士出入境。
經港珠澳大橋出入境的乘客只能利用過境穿梭巴士出入境。
經深圳灣出入境的乘客可乘城巴B3、B3A或B3X以及嶼巴B2或B2P來往屯門、天水圍及元朗。
經港鐵東鐵綫落馬洲站出入境的乘客可乘九巴B1往來元朗。
經港鐵東涌綫欣澳站轉港珠澳大橋管制站出入境的乘客可乘城巴B5往來欣澳。
港珠澳大橋轉車站設有以下巴士路線：
- B4：港珠澳大橋香港口岸-香港國際機場（循環線；途經亞洲國際博覽館）
- B5：港珠澳大橋香港口岸-欣澳站（指定時段途經香港迪士尼樂園）
- B6：港珠澳大橋香港口岸-東涌（滿東）（途經逸東邨和東涌站）
- A10：香港國際機場 ↔ 港珠澳大橋香港口岸 ↔ 西環/薄扶林/鴨脷洲
- A11：香港國際機場 ↔ 港珠澳大橋香港口岸 ↔ 中環/銅鑼灣/北角碼頭
- A12：香港國際機場 ↔ 港珠澳大橋香港口岸 ↔ 北角/筲箕灣/小西灣
- A17：香港國際機場 ↔ 港珠澳大橋香港口岸 ↔ 跑馬地/黃竹坑/深灣
- A20：香港國際機場 ↔ 深水埗/何文田/紅磡站
- A21：香港國際機場 ↔ 港珠澳大橋香港口岸 ↔ 旺角/尖沙咀/紅磡站
- A22：香港國際機場 ↔ 港珠澳大橋香港口岸 ↔ 土瓜灣/九龍城/藍田站
- A23：香港國際機場 ↔ 港珠澳大橋香港口岸 ↔ 深水埗/黃大仙/慈雲山
- A25：香港國際機場 ↔ 港珠澳大橋香港口岸 ↔ 尖沙咀/土瓜灣/啟德
- A26：香港國際機場 ↔ 港珠澳大橋香港口岸 ↔ 黃大仙/佐敦谷/油塘
- A28：香港國際機場 ↔ 港珠澳大橋香港口岸 ↔ 黃大仙/將軍澳南/日出康城
- A29：香港國際機場 ↔ 港珠澳大橋香港口岸 ↔ 黃大仙/將軍澳北/寶琳
- A30：香港國際機場 ↔ 港珠澳大橋香港口岸 ↔ 葵涌/梨木樹
- A31：香港國際機場 ↔ 港珠澳大橋香港口岸 ↔ 荃灣/如心廣場
- A32：香港國際機場 ↔ 港珠澳大橋香港口岸 ↔ 青衣/葵涌邨
- A33：香港國際機場 ↔ 屯門南/屯門公路轉車站
- A33X：香港國際機場 ↔ 港珠澳大橋香港口岸 ↔ 屯門市中心/富泰
- A34：香港國際機場 ↔ 港珠澳大橋香港口岸 ↔ 屯門西/洪水橋
- A35：港珠澳大橋香港口岸 ↔ 香港國際機場 ↔ 長沙/梅窩
- A36：香港國際機場 ↔ 港珠澳大橋香港口岸 ↔ 元朗/錦上路站
- A37：香港國際機場 ↔ 港珠澳大橋香港口岸 ↔ 天水圍/朗屏站
- A38：香港國際機場 ↔ 港珠澳大橋香港口岸 ↔ 深井/荃威花園
- A41：香港國際機場 ↔ 港珠澳大橋香港口岸 ↔ 大圍/沙田東/碩門邨
- A41P：香港國際機場 ↔ 港珠澳大橋香港口岸 ↔ 馬鞍山/烏溪沙站
- A42：香港國際機場 ↔ 港珠澳大橋香港口岸 ↔ 大圍(顯田)/沙田圍/黃泥頭
- A43：香港國際機場 ↔ 港珠澳大橋香港口岸 ↔ 上水/粉嶺(聯和墟)
- A43P：香港國際機場 ↔ 機場博覽館 ↔ 落馬洲新田/上水/粉嶺(聯和墟)
- A46：香港國際機場 ↔ 港珠澳大橋香港口岸 ↔ 大圍/沙田市中心/火炭
- A47X：香港國際機場 ↔ 港珠澳大橋香港口岸 ↔ 大埔/太和
- NA11：港珠澳大橋香港口岸 ↔ 香港國際機場 ↔ 中環/銅鑼灣/北角碼頭（通宵服務）
- NA12：杏花邨/小西灣/北角 ⇨ 香港國際機場 ⇨ 港珠澳大橋香港口岸（通宵服務）
- NA20：港珠澳大橋香港口岸 ↔ 香港國際機場 ↔ 旺角/尖沙咀/黃埔花園（通宵服務）
- NA21：港珠澳大橋香港口岸 ⇨ 香港國際機場 ⇨ 大角咀/旺角（通宵服務）
- NA29：港珠澳大橋香港口岸 ↔ 香港國際機場 ↔ 黃大仙/將軍澳北/寶琳（通宵服務）
- NA31：港珠澳大橋香港口岸 ↔ 香港國際機場 ↔ 荃灣/如心廣場（通宵服務）
- NA32：港珠澳大橋香港口岸 ↔ 香港國際機場 ↔ 葵涌（通宵服務）
- NA33：港珠澳大橋香港口岸 ↔ 香港國際機場 ↔ 屯門/富泰（通宵服務）
- NA36：港珠澳大橋香港口岸 ↔ 香港國際機場 ↔ 元朗/錦上路站（通宵服務）
- NA37：港珠澳大橋香港口岸 ↔ 香港國際機場 ↔ 洪水橋/天水圍（通宵服務）
- NA40：港珠澳大橋香港口岸 ↔ 香港國際機場 ↔ 沙田市中心/馬鞍山/烏溪沙站（通宵服務）
- NA41：港珠澳大橋香港口岸 ↔ 香港國際機場 ↔ 大圍/沙田東/水泉澳（通宵服務）
- NA43：港珠澳大橋香港口岸 ↔ 香港國際機場 ↔ 新田/上水/粉嶺（通宵服務）
- NA47：港珠澳大橋香港口岸 ↔ 香港國際機場 ↔ 白石角/大埔/太和（通宵服務）

##### 專線小巴
落馬洲轉車站設有以下新界小巴路線：
- 44B：落馬洲轉車站往來屯門站（服務時間：上午05:45至晚上10:59）
- 44B1：落馬洲轉車站往來屯門碼頭（服務時間：上午05:45至晚上10:59）
- 44B：落馬洲管制站往來屯門碼頭（通宵服務時間：晚上11:00至翌日上午06:30）
- 77：落馬洲轉車站往來天頌苑（服務時間：上午06:00至晚上11:50）
- 78：落馬洲轉車站往來八鄉路（服務時間：上午06:40至凌晨12:00）
- 79S：落馬洲管制站往來天水圍（通宵服務時間：晚上11:10至翌日上午06:30）
- 616S：落馬洲管制站往來旺角（通宵服務時間：晚上10:25至翌日上午06:30）

港珠澳大橋設有新界小巴路線901往來迎東邨，深圳灣設有新界小巴路線618往來天水圍，落馬洲站則有新界小巴路線75往來元朗。

##### 的士
使用各口岸的乘客可乘市區的士往返全港大部份地區（東涌道石門甲以南及愉景灣二白灣以外地區除外），亦可乘新界的士前往新界東北（即沙田以北）及西北（即荃灣以北）各地區及新界南部指定地區（詳情請看新界的士）。

#### 過境巴士
港珠澳大橋香港口岸-港珠澳大橋過境穿梭巴士(簡稱「金巴」)提供穿梭巴士服務往來香港、澳門、廣東珠海三地之間，班次為5-15分鐘一班。巴士會途經港珠澳大橋大嶼山管制站，乘客需下車進行出境或入境手續再繼續行程。穿梭巴士只於大嶼山港珠澳大橋管制站(香港口岸)、澳門口岸(珠澳人工島)及廣東珠海口岸(珠澳人工島)之間行駛，不會進入珠海範圍。
皇崗口岸—落馬洲過境穿梭巴士（簡稱「皇巴士」）提供24小時穿梭巴士服務往來香港落馬洲公共交通轉車站及深圳皇崗口岸之間，班次為5-10分鐘一班。巴士會途經香港落馬洲口岸，乘客需下車進行出境或入境手續再繼續行程。穿梭巴士只於香港境內、香港及深圳之間道路行駛，不會進入深圳範圍。
落馬洲過境巴士線是政府於2004年8月16日起批出的6條過境直通巴士路線，目的是要規管過境巴士營辦商的超班營運及減少落馬洲口岸不必要的擠塞。路線以定點定時提供24小時服務（錦田線除外）。所有路線均往來深圳皇崗及香港各區，路線資料如下：
| 路線名稱 | 香港總站及分站                           | 營辦商                       |
| -------- | ---------------------------------------- | ---------------------------- |
| 旺角線   | 旺角鴉蘭街                               | 旺角跨境全日通               |
| 油尖線   | 柯士甸道過境巴士總站                     | 油尖跨境快線巴士管理有限公司 |
| 油尖線   | 佐敦佐敦道（往九龍方向）                 | 油尖跨境快線巴士管理有限公司 |
| 觀塘線   | 藍田站巴士總站                           | 官塘跨境快線巴士管理有限公司 |
| 觀塘線   | 觀塘創紀之城五期（往皇崗方向）           | 官塘跨境快線巴士管理有限公司 |
| 觀塘線   | 觀塘道九龍灣站（往皇崗方向）             | 官塘跨境快線巴士管理有限公司 |
| 觀塘線   | 觀塘道牛頭角下邨（往九龍方向）           | 官塘跨境快線巴士管理有限公司 |
| 觀塘線   | 觀塘裕民中心（往九龍方向）               | 官塘跨境快線巴士管理有限公司 |
| 灣仔線   | 灣仔北港灣道                             | 灣仔跨境全日通               |
| 灣仔線   | 灣仔軒尼詩道近修頓球場（日間往港島方向） | 灣仔跨境全日通               |
| 灣仔線   | 灣仔分域街近皇悅酒店（深宵往港島方向）   | 灣仔跨境全日通               |
| 灣仔線   | 港澳碼頭巴士總站（深宵往港島方向）       | 灣仔跨境全日通               |
| 荃灣線   | 愉景新城巴士總站（日間）                 | 中港直通巴士有限公司         |
| 荃灣線   | 荃灣鐵路站巴士總站（深宵）               | 中港直通巴士有限公司         |
| 荃灣線   | 荃灣古屋里近三棟屋博物館（日間各方向）         | 中港直通巴士有限公司         |
| 荃灣線   | 荃灣青山公路（深宵往新界方向）           | 中港直通巴士有限公司         |
| 錦田線   | 錦上路站巴士總站                         | 錦上路跨境全日通             |

#### 城際客運服務（城際直通車）

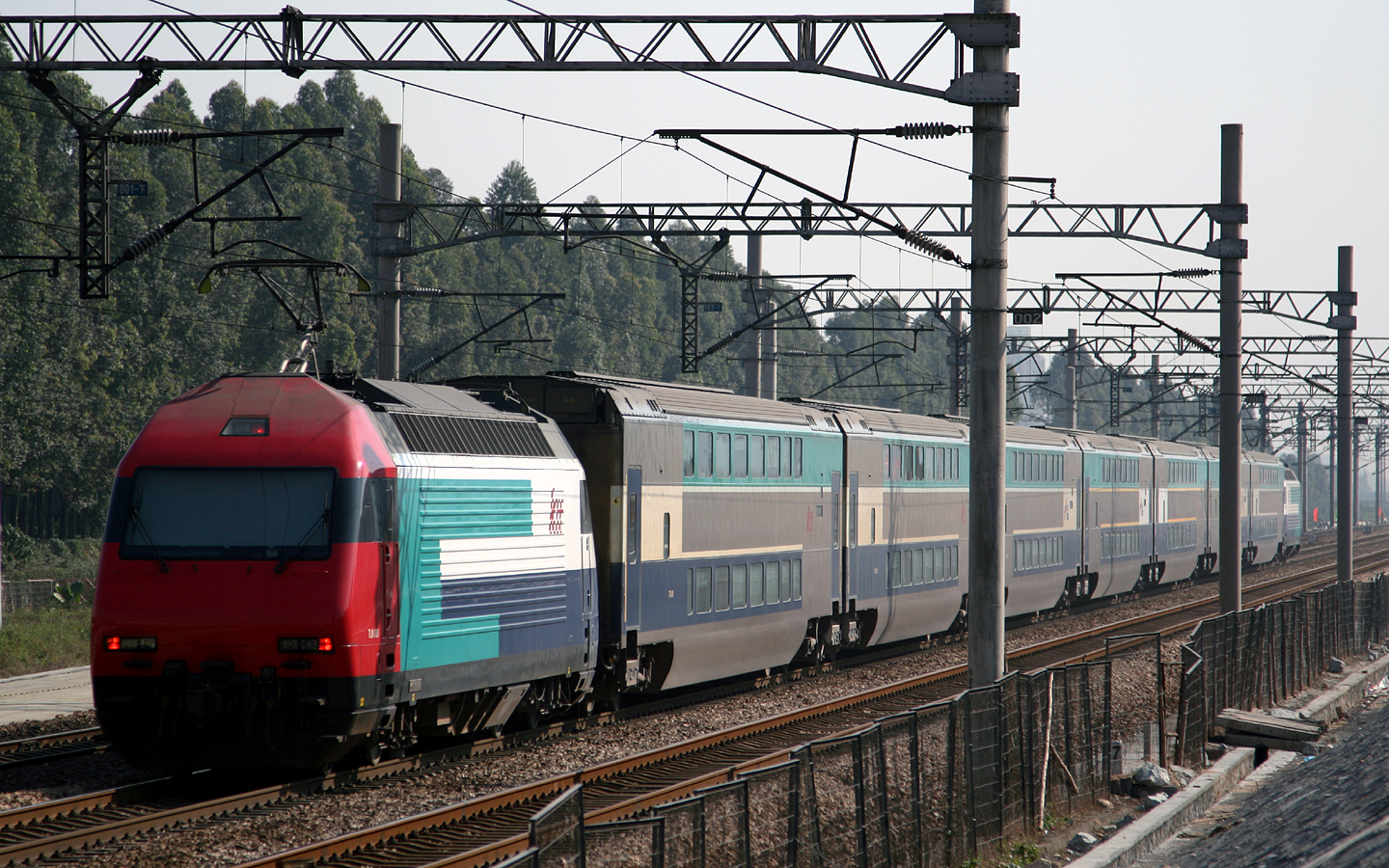
「Ktt 九廣通」直通車

港鐵與中國鐵路部門合作營運的城際客運服務（港人稱之為「直通車」），提供了跨境鐵路客運服務，連接香港與中國內地，1979年開辦。此服務共設3條路線，即廣東線、上海線及北京線，所有路線的港方終點站均設在紅磡站，香港段與東鐵線共用但不停經所有車站。廣東線目前使用兩種列車運行，分別是每天多班的九廣通列車（英文簡稱KTT）（港鐵營運）和中國鐵路25T型客車列車（廣深鐵路股份有限公司營運），行走紅磡站、常平站*與廣州東站之間，其中一班更延長至佛山站與肇慶站。而隔日開出的上海線及北京線，分別前往上海站及北京西站，分别由上海铁路局和广铁集团广深铁路股份有限公司營運，列車全列臥鋪，行車時間分別約19小時及24小時。城際客運服務快捷、票價相對比飛機便宜，為不少人所使用，也是重要的跨境服務。
*部份列車不停東莞（常平）站。

#### 廣深港高速鐵路
2018年9月23日，廣深港高速鐵路通車。高鐵香港段全長約26公里，總站位於西九龍，經過隧道直接抵達香港及深圳邊境，連接16,000公里長的中华人民共和国高速铁路。高鐵香港段落成後，由廣州至香港的行車時間有4%機會減半至約48分鐘。連接香港至澳門和珠海的港珠澳大橋於2018年10月24日開幕，此後香港機場至澳門及珠海車程從4至5小時縮短至約30分鐘。

### 行人交通設施

#### 戶外行人電梯系統

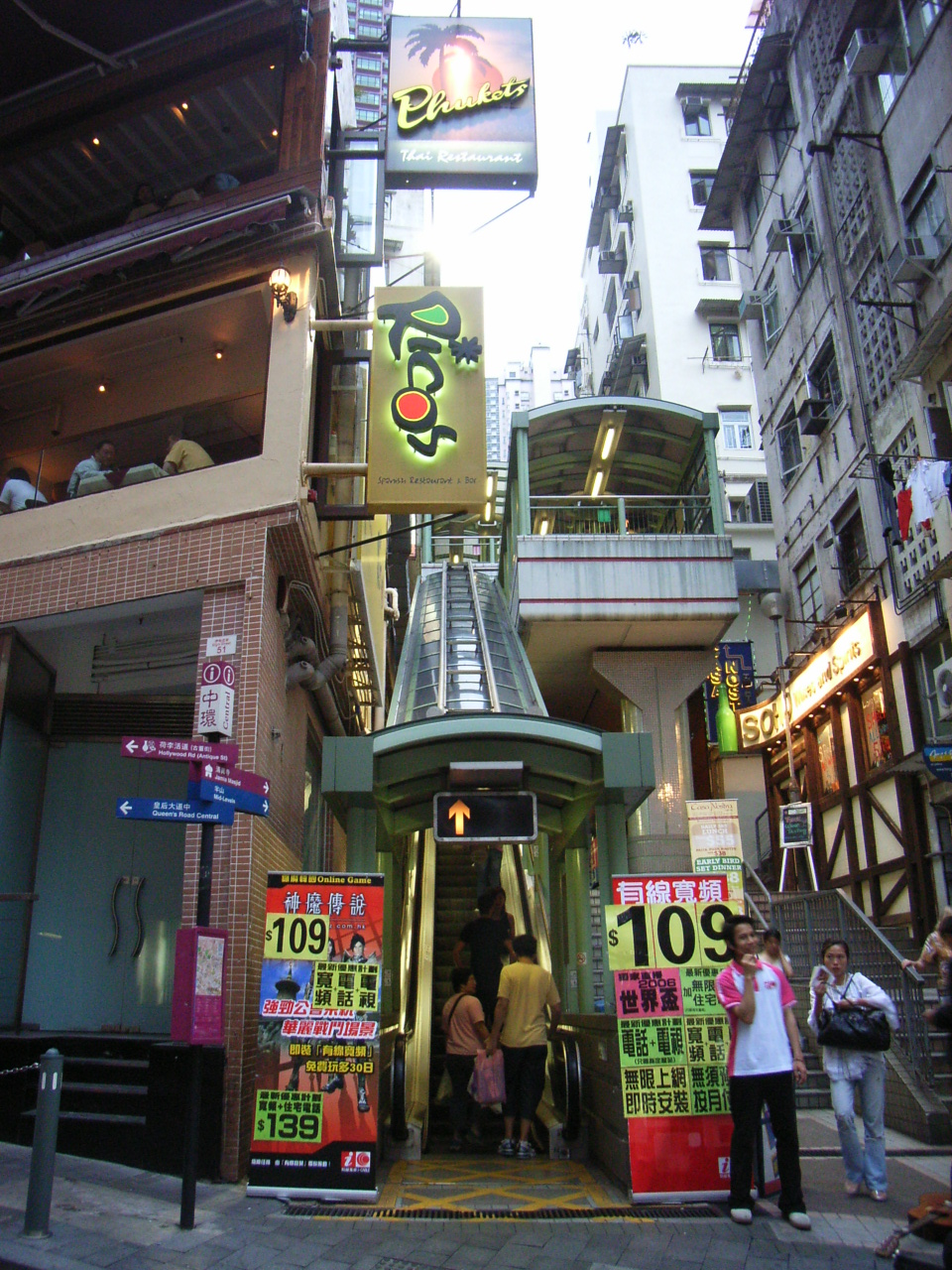
中環至半山自動扶手電梯系統的一個入口

- 中環至半山自動扶手電梯系統：在1993年啟用，全長約800米，它是由有蓋行人道、20條可轉向的單向電動扶梯及3條電動行人道所組成，以中環德輔道中的商業區為起點，貫穿舊樓雲集的住宅區至半山干德道的高尚住宅區，每日約有50,000人次使用，它獲健力士世界紀錄確認為世界最長的有蓋自動行人電梯系統，免費接載市民往返。
- 香港海洋公園的戶外登山電梯：全長約225米，依南朗山以約30度傾斜角建設，往返南朗山至大樹灣，每小時載客量高達4,000人次，於8月31日停止營運。
- 正街自動扶梯連接系統：在2013年啟用，全長約85米，它是由3條單向電動扶梯及2條雙向自動扶梯所組成。貫穿在第三街與般咸道之間的一段正街。
- 山頂纜車中環總站的自助行人系統：由2條單向電動扶梯及所組成。貫穿在中環總站入口與月台。

## 海上交通

### 境內航線
香港的渡輪服務，大部分由持牌渡輪營辦商經營。截至2003年12月，香港共有11個渡輪營辦商，合共營辦27條班次固定的領牌乘客渡輪航線，提供來往新界西離島以及港內線渡輪服務。除此之外，尚有兩條航線由天星小輪有限公司專營。此外，當局又發牌給“街渡”，為持牌及專營渡輪未能兼顧的偏遠沿海小村落提供渡輪服務。

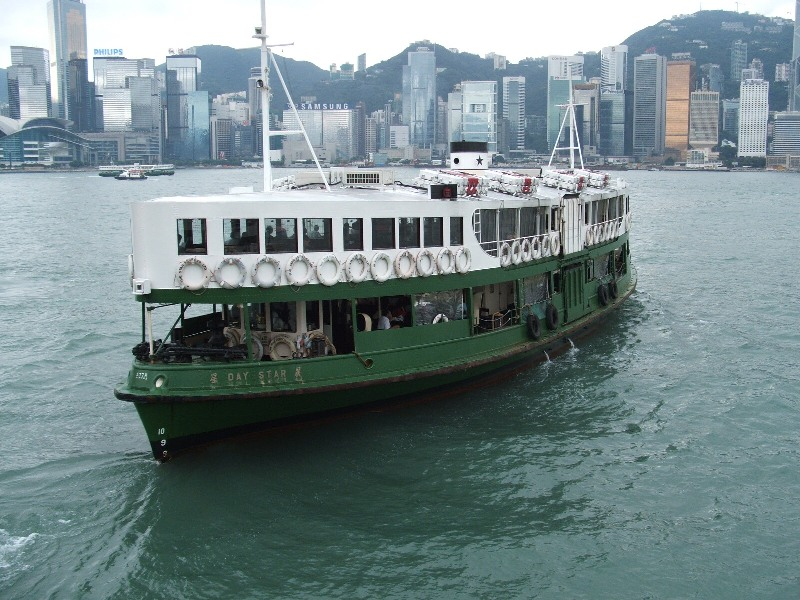
香港天星小輪 晨星號（Day Star）

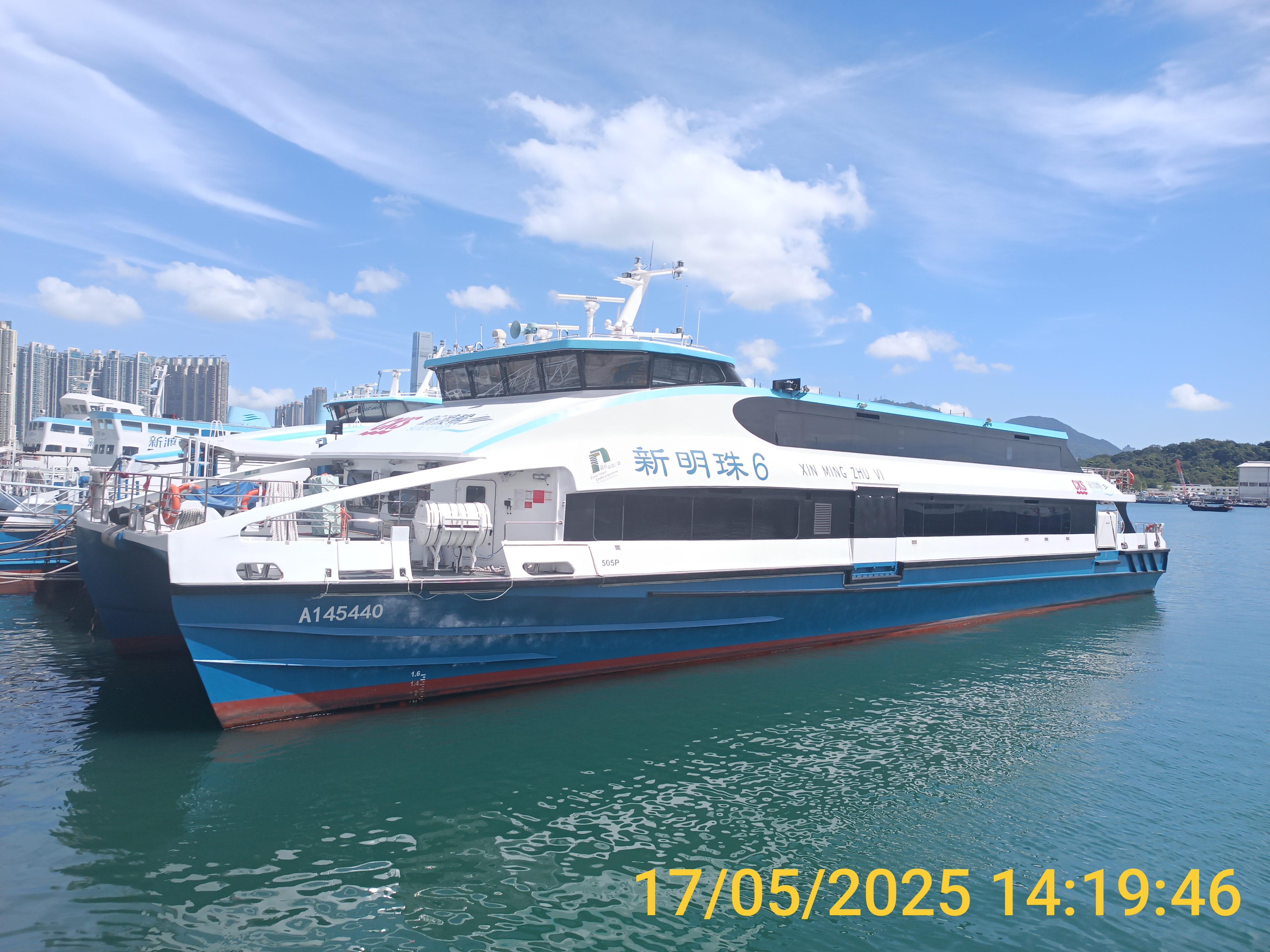
新渡輪 新明珠6

- 天星小輪有限公司

中環－尖沙咀
灣仔－尖沙咀
天星維港遊（尖沙咀 → 中環 → 灣仔 → 尖沙咀）
- 新渡輪服務有限公司

中環－長洲
中環－梅窩
坪洲－梅窩－芝麻灣－長洲
北角－紅磡
北角－九龍城
北角—大廟灣（只在每年天后誕前的一天和天后誕日提供服務）
- 港九小輪

中環－坪洲（特別航班來往坪洲喜靈洲）
中環－榕樹灣（由附屬公司Island Ferry營辦）
中環－索罟灣（由附屬公司城永有限公司營辦）
- 愉景灣航運服務有限公司

愉景灣－中環
- 珀麗灣客運有限公司

馬灣－中環
馬灣－荃灣
- 坪洲街渡有限公司

愉景灣－梅窩
坪洲－愉景灣（部份航班途經聖母神樂院）
- 富裕小輪有限公司

北角－觀塘
屯門－東涌－沙螺灣－大澳
中環－紅磡
水上的士（啟德－紅磡－尖東－中環－西九文化區）（目前僅開通了紅磡經尖東來回中環以及中環 → 西九文化區 → 尖東 → 中環的航線）
- 全記渡有限公司

香港仔－模達－索罟灣
- 香港仔小輪公司

香港仔海濱公園（珍寶碼頭）－鴨脷洲
香港仔海濱公園（行人隧道口）－鴨脷洲
- 珊瑚海船務有限公司

西灣河－三家村
西灣河－觀塘
東龍洲－三家村
- 翠華船務有限公司

香港仔－北角村－榕樹灣
香港仔－蒲台島（經：赤柱）
馬料水－東平洲
馬料水－深涌－荔枝莊－塔門－高流灣－赤徑－黃石
黃石－高流灣－塔門
黃石 → 南風灣 → 赤徑 → 黃石
- 梁記船務

西灣河－東龍洲
觀塘－啟德
- 華勝街渡

長洲－長洲西灣
- 吉澳村公所天后宮暨福利渡值理會

沙頭角－吉澳（經：鴨洲）
- 其他街渡

長洲－澄碧村
沙頭角－谷埔
西貢－賽馬會滘西洲公眾高爾夫球場
西貢 → 橋咀島 → 廈門灣 → 西貢
西貢－鹽田仔、黃魚洲、糧船灣、滘西洲、白腊灣、南風灣、大蛇灣、西灣、北灣、大浪灣、大樹灣、晨曦島、白沙洲
白沙灣－橋咀島、廈門灣、三星灣、滘西洲、麻南芴、糧船灣、南風灣、鹽田仔
元朗南生圍山貝河橫水渡

### 跨境渡輪

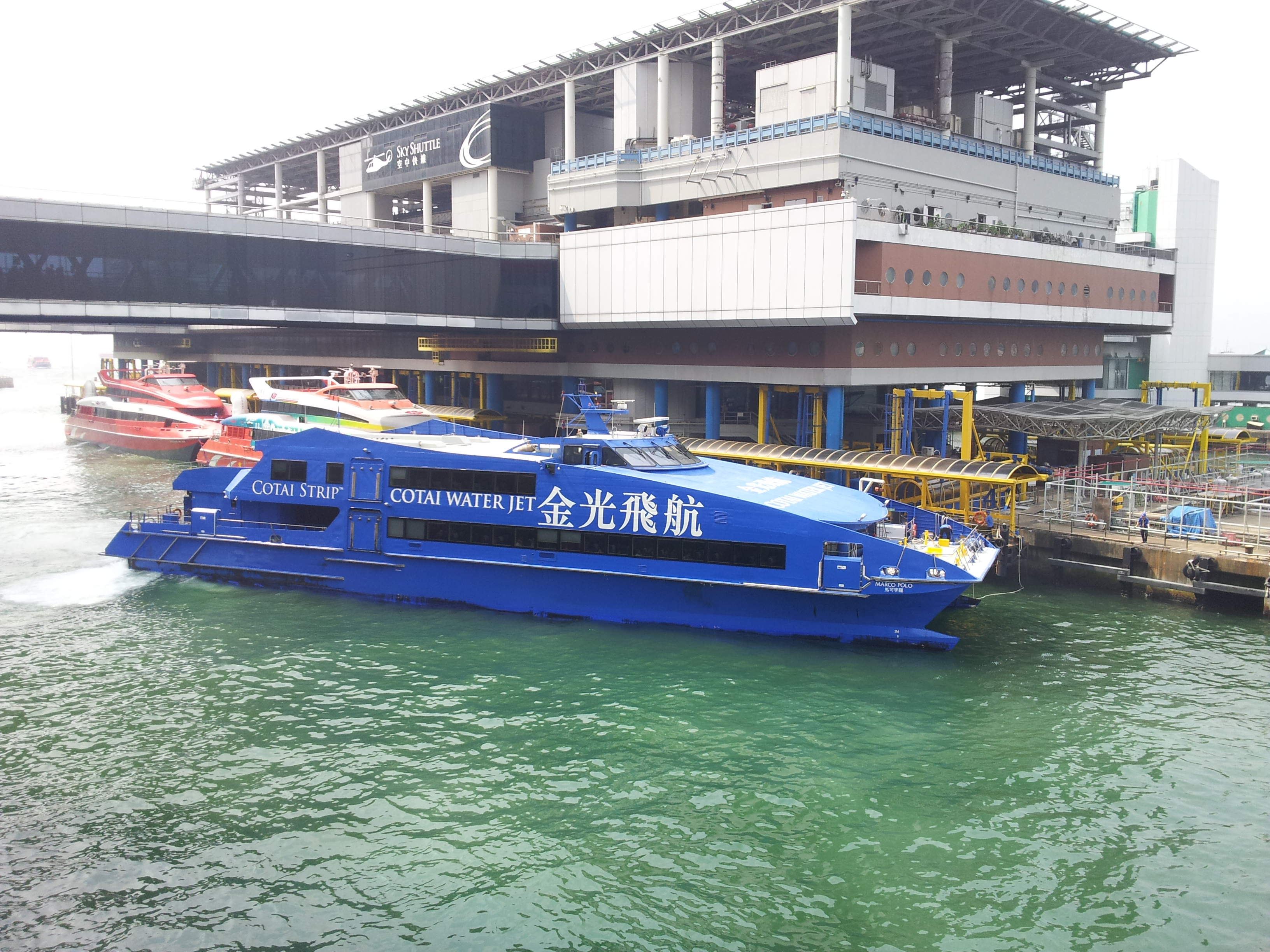
金光飛航客輪正在靠近港澳客運碼頭

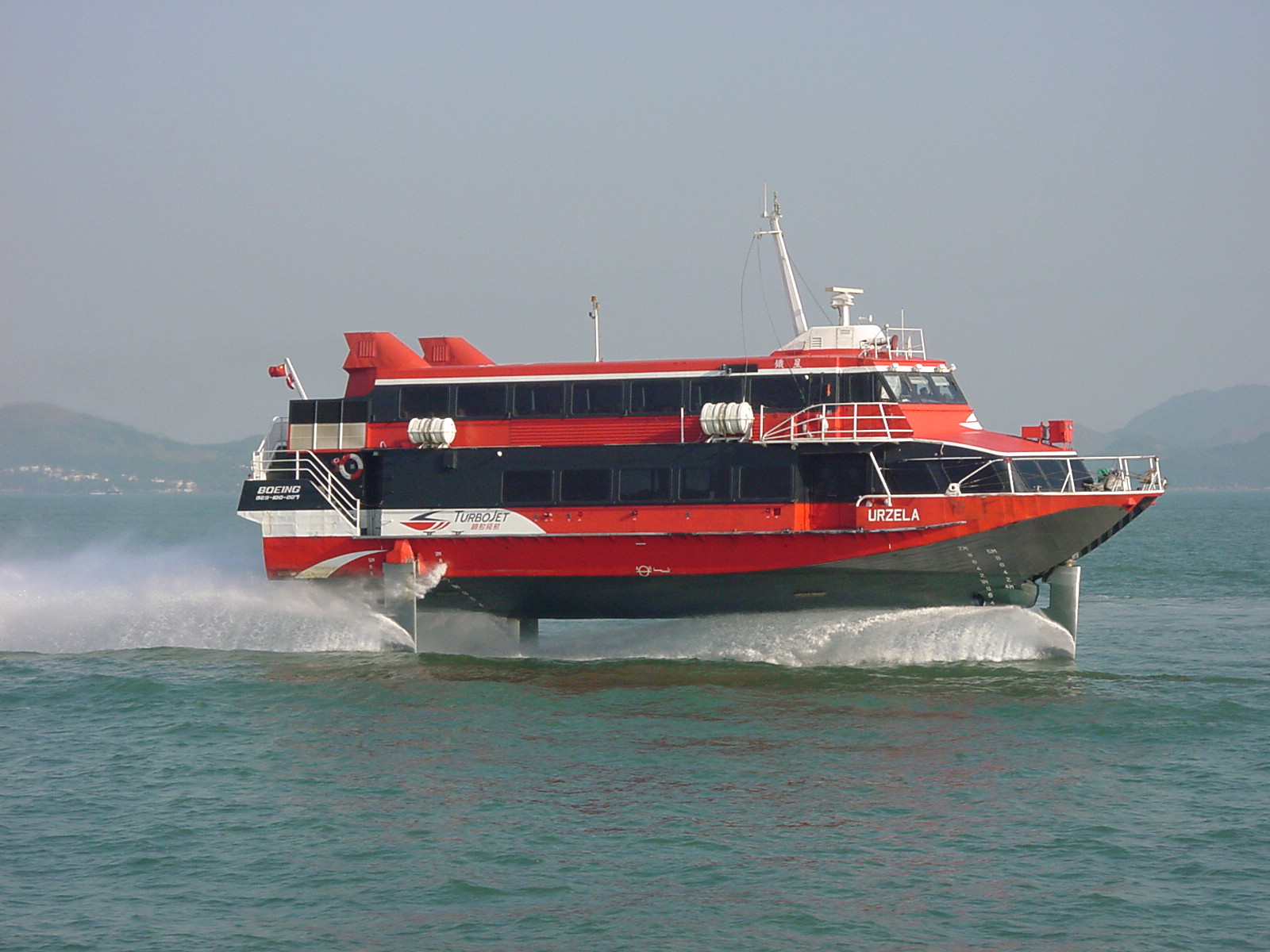
噴射飛航的波音929(Jetfoil)水翼噴射船

香港共有三個跨境渡輪碼頭，分別位於香港島上環的港澳碼頭、九龍西尖沙咀的中港碼頭及機場的海天客運碼頭。多間公司提供來往香港至澳門及廣東省多個沿岸城市的航班服務。
- 信德中旅船務管理有限公司－噴射飛航
  - 港澳碼頭－澳門外港碼頭
  - 港澳碼頭－深圳福永碼頭（只提供包船服務）
  - 中港碼頭－澳門氹仔北安客運碼頭
  - 中港碼頭－澳門外港碼頭
  - 海天客運碼頭－澳門外港碼頭／深圳蛇口

- 金珠船務管理有限公司－金光飛航
  - 港澳碼頭－氹仔北安客運碼頭

- 珠江客運有限公司
  - 海天客運碼頭－深圳蛇口／福永、東莞虎門、珠海、中山
  - 港澳碼頭－珠海、中山
  - 中港碼頭－珠海、中山、順德、番禺蓮花山、江門、鶴山、高明、斗門

- 迅隆船務有限公司
  - 港澳碼頭－深圳蛇口

- 鵬星船務有限公司
  - 屯門碼頭－蛇口

- 早興有限公司
  - 中港碼頭、港澳碼頭－廣州南沙客運港

## 航空交通

### 機場

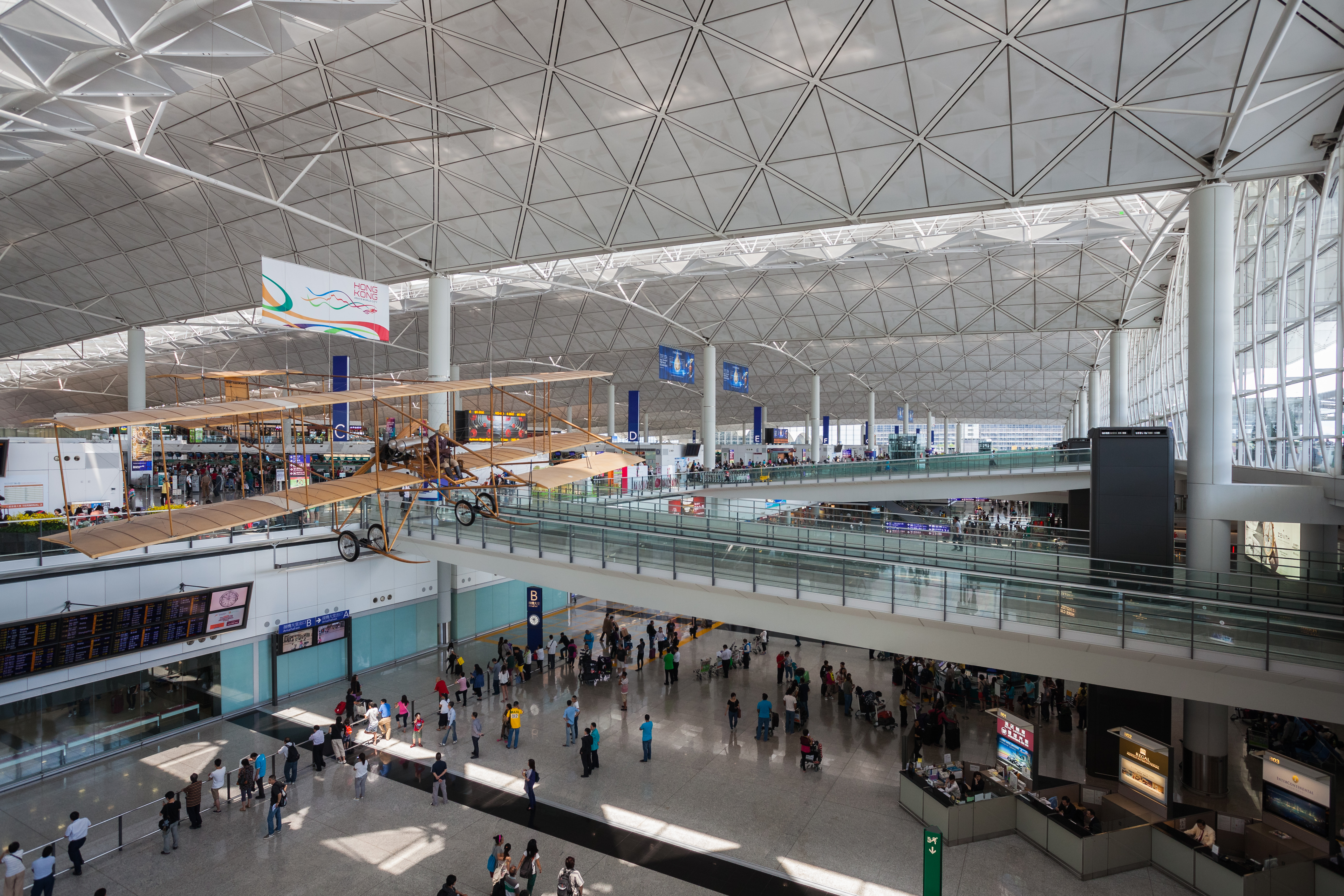
香港國際機場客運大樓

香港的航運極為繁忙，屬亞洲地區的重要航運樞紐之一。位於九龍城區的啟德機場於1998年停止服務後，香港國際機場正式遷往位於大嶼山的赤鱲角。香港國際機場為全球客運第五繁忙的國際機場，亦是全球貨運量最高的機場。香港國際機場更為東亞的航空交通樞紐，及國泰航空、國泰港龍航空（已於2020年10月停業）、甘泉香港航空（已於2008年4月停業）、香港航空、香港快運航空及華民航空的基地。2020年，香港國際機場的貨物吞吐量(包括航空郵件)達450萬公噸。
石崗機場位於元朗的錦田，為駐港解放軍的空軍基地，然而亦有限度開放給私人研習飛機駕駛。

### 直升機場
香港擁有三個主要的直升機場，分別位於香港島港澳碼頭所在地上環信德中心、西九龍機鐵九龍站附近及香港國際機場之內。除此之外，香港境內還有多個小型直升機坪，包括位於九龍尖沙咀的半島酒店天台、位於長洲東灣海灘及觀音灣之間的直升機坪及多間醫院的天台。

### 航空交通服務 (直升機)
香港的直升機服務主要由空中快線提供。每日提供香港中西區的港澳碼頭至澳門新外港碼頭的航班服務，航程需16分鐘，每日開出56班，堪稱世界上最頻繁的同類型穿梭服務。

## 外部連結
- 香港特別行政區政府 運輸署 （页面存档备份，存于）
- 香港特別行政區政府 香港海關 （页面存档备份，存于）